# Brech

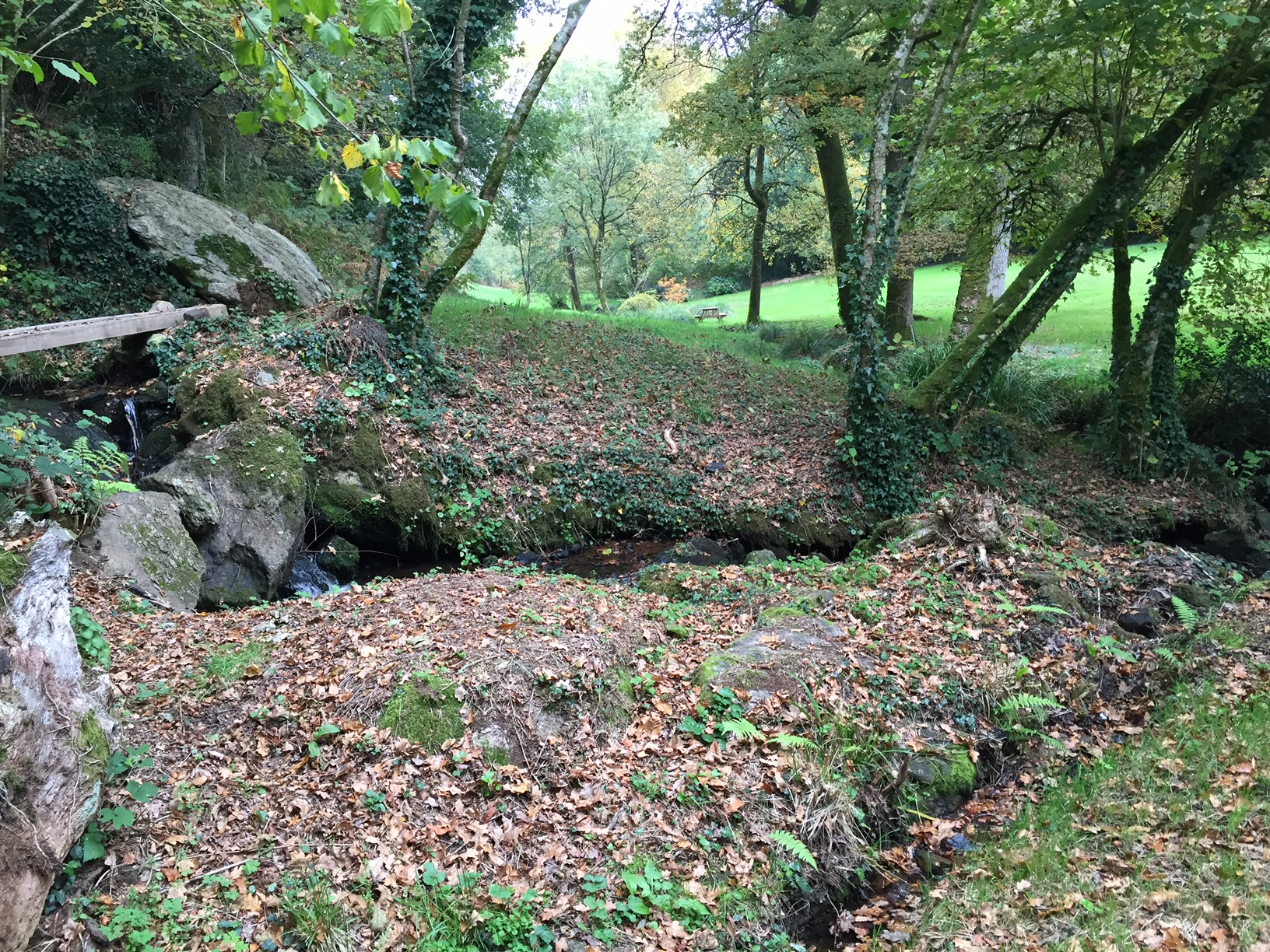
Vue du parc du Domaine de Mane Er Hoêt

Brech [bʁɛk] ou Brec'h est une commune française, située dans le département du Morbihan en région Bretagne.

## Géographie

### Communes limitrophes
| Landaul       | Pluvigner | Plumergat |
| Locoal-Mendon | Brec'h    | Pluneret  |
| Ploemel       | Crach     | Auray     |

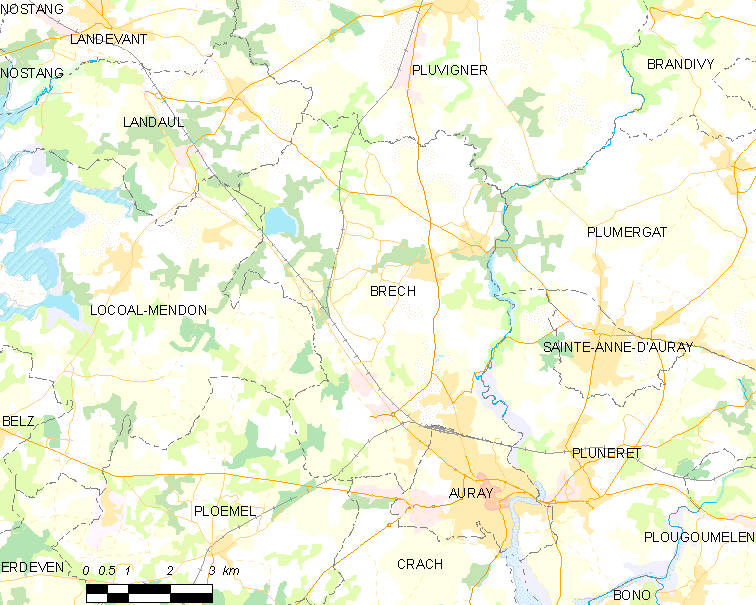
Carte de Brech et des communes limitrophes.

### Relief
Le relief de la commune forme un plan incliné vers le sud-est, les altitudes variant entre 66 mètres (au nord-ouest du finage communal, près de Mané er Groëz, et le niveau de la mer atteint dans l'angle sud-est du territoire communal, là où le Loc'h quitte le territoire communal au niveau du pont ferroviaire de Toul er Goug. Le bourg est vers 50 mètres d'altitude, excentré dans la partie est de la commune.

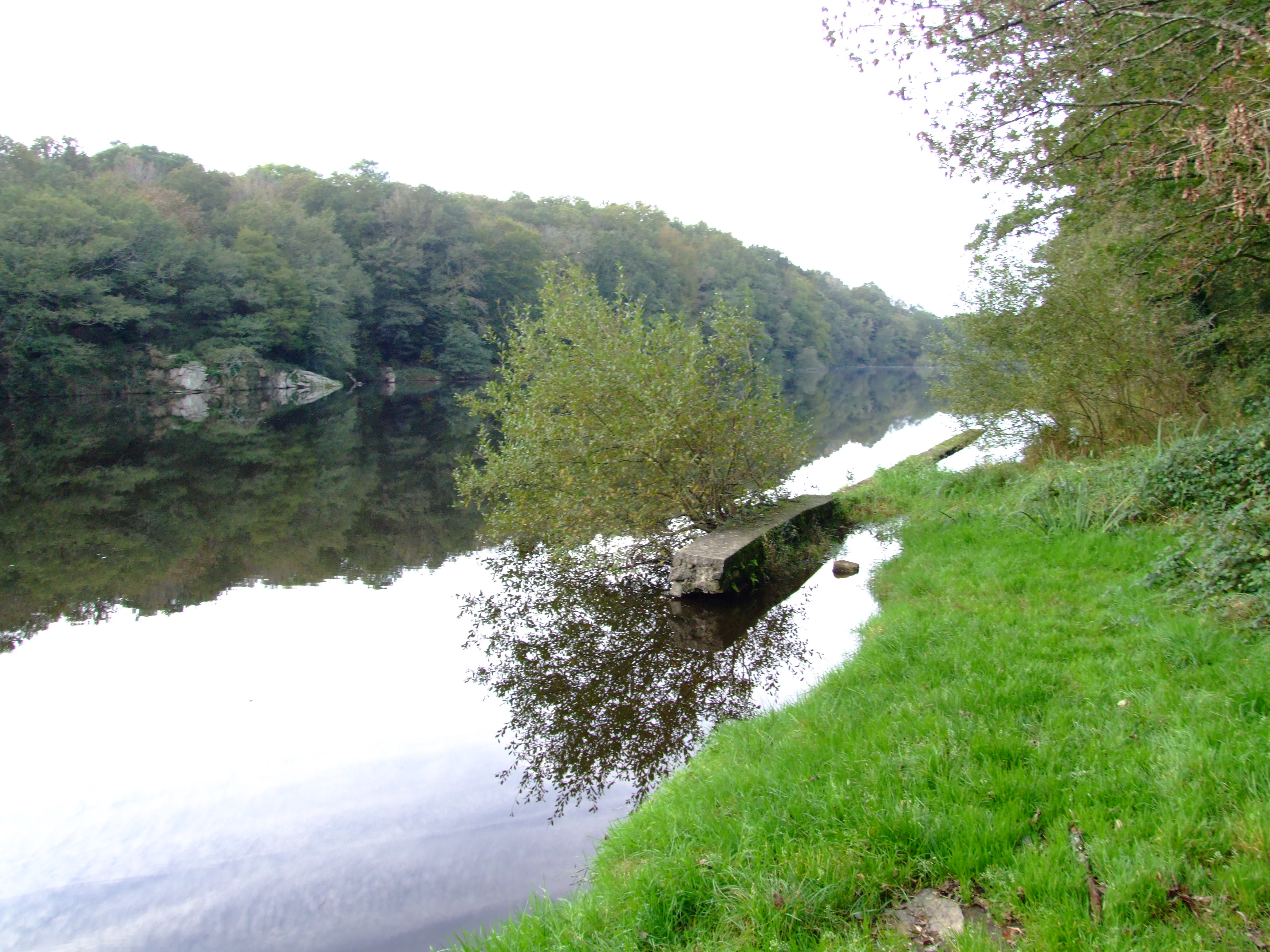
Le Loc'h (Amont de la Rivière d'Auray)

Le territoire communal a la forme d'un grand rectangle dont la longueur est dans le sens nord-sud. Il est limité à l'est par le  Loc'h (partie amont de la Rivière d'Auray), qui sert de limite communale avec Pluneret, et son affluent de rive droite le Ruisseau de Pont-Christ, qui sépare Brech de Pluvigner côté nord. À l'est de la commune, le Ruisseau de Tréavrec (affluent du Ruisseau de Kerlino) sépare Brech de Landaul et le Ruisseau de l'Étang du Crannic, qui alimente l'Étang du Crannic ; c'est aussi un affluent du Ruisseau du Moulin de Cochelin, tous les deux servant un temps de limite communale avec Locoal-Mendon : ces modestes cours d'eau se jetant dans l'extrême-nord-est de la Rivière d'Étel. La vallée du Loc'h présente un relief rocheux assez accidenté par endroits, présentant un dénivelé de près d'une trentaine de mètres, notamment vers Tréauray.

La vallée du Loc'h au niveau de la commune de Brech
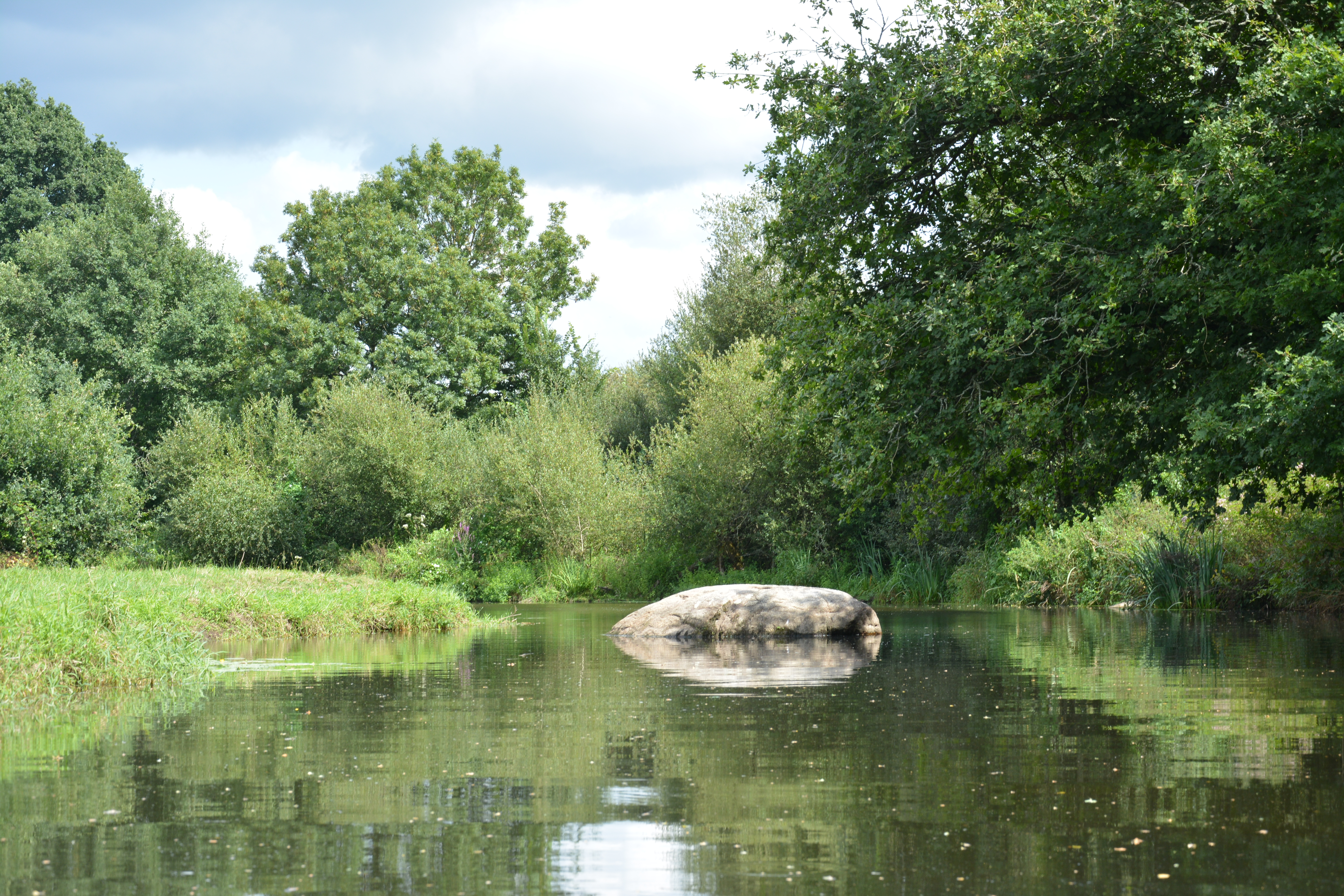
Le Loc'h aux environs du moulin de Treuroux.
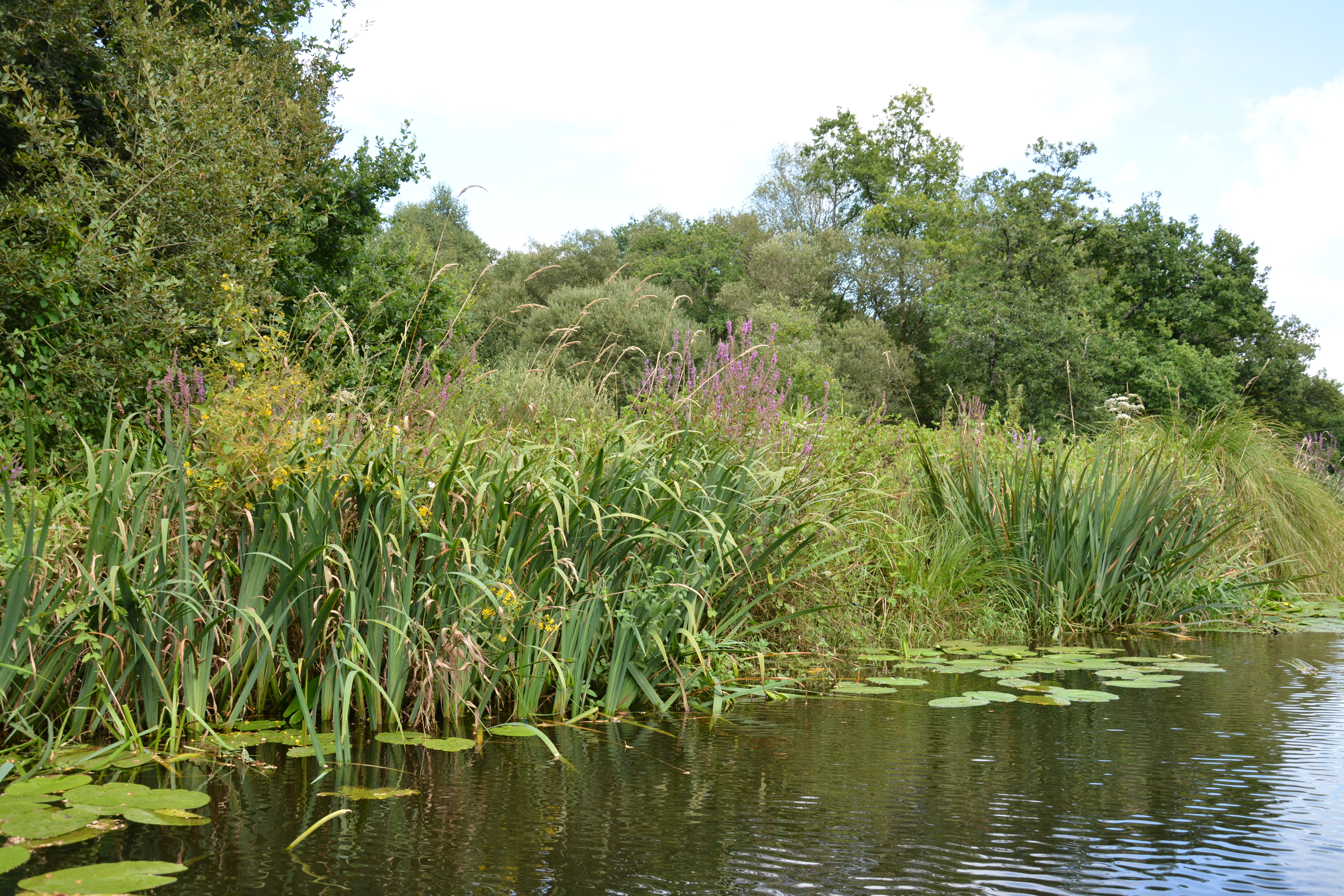
Le Loc'h aux environs du moulin de Treuroux.
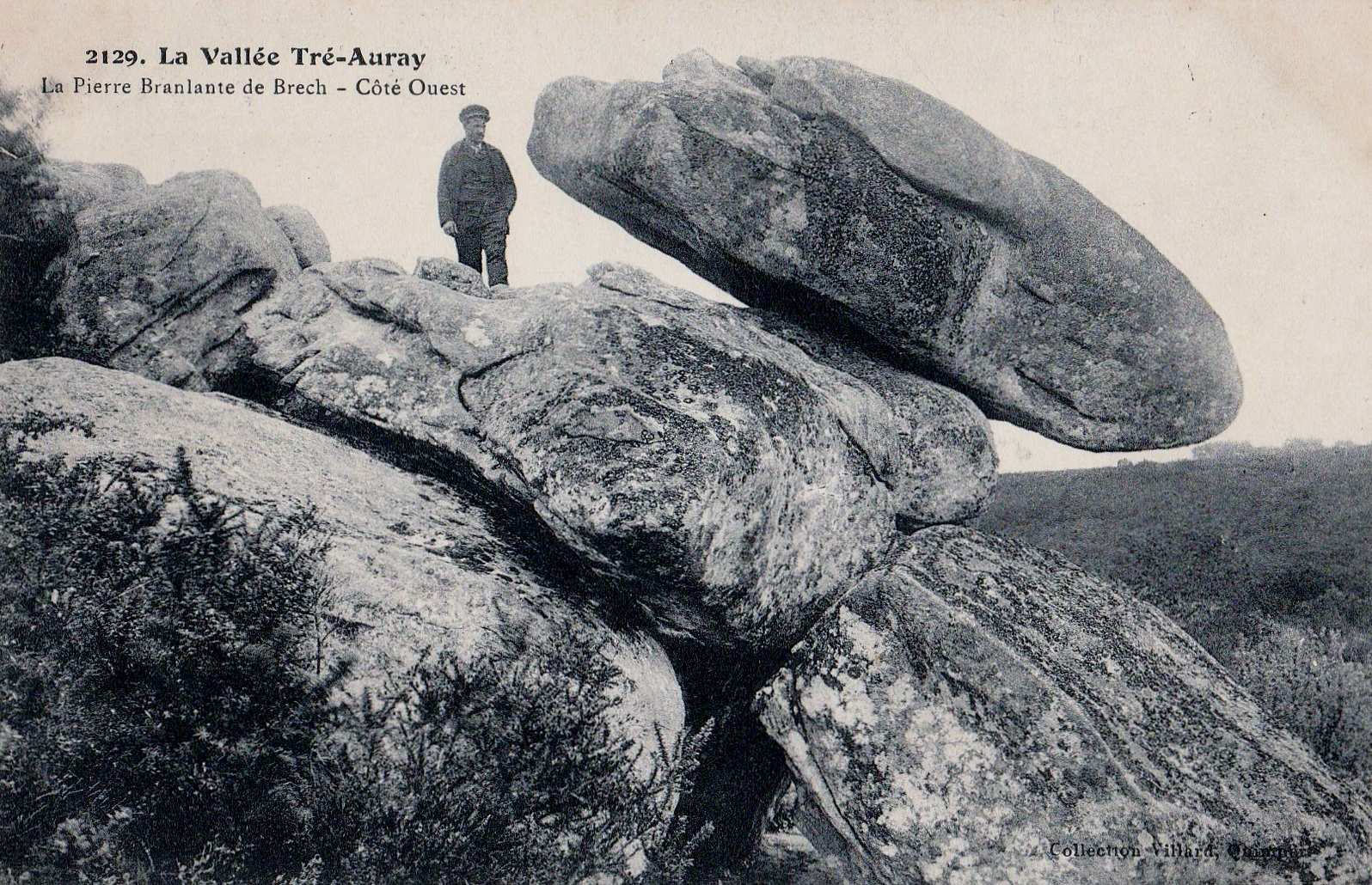
La "pierre branlante" de Brech, près de Tréauray.
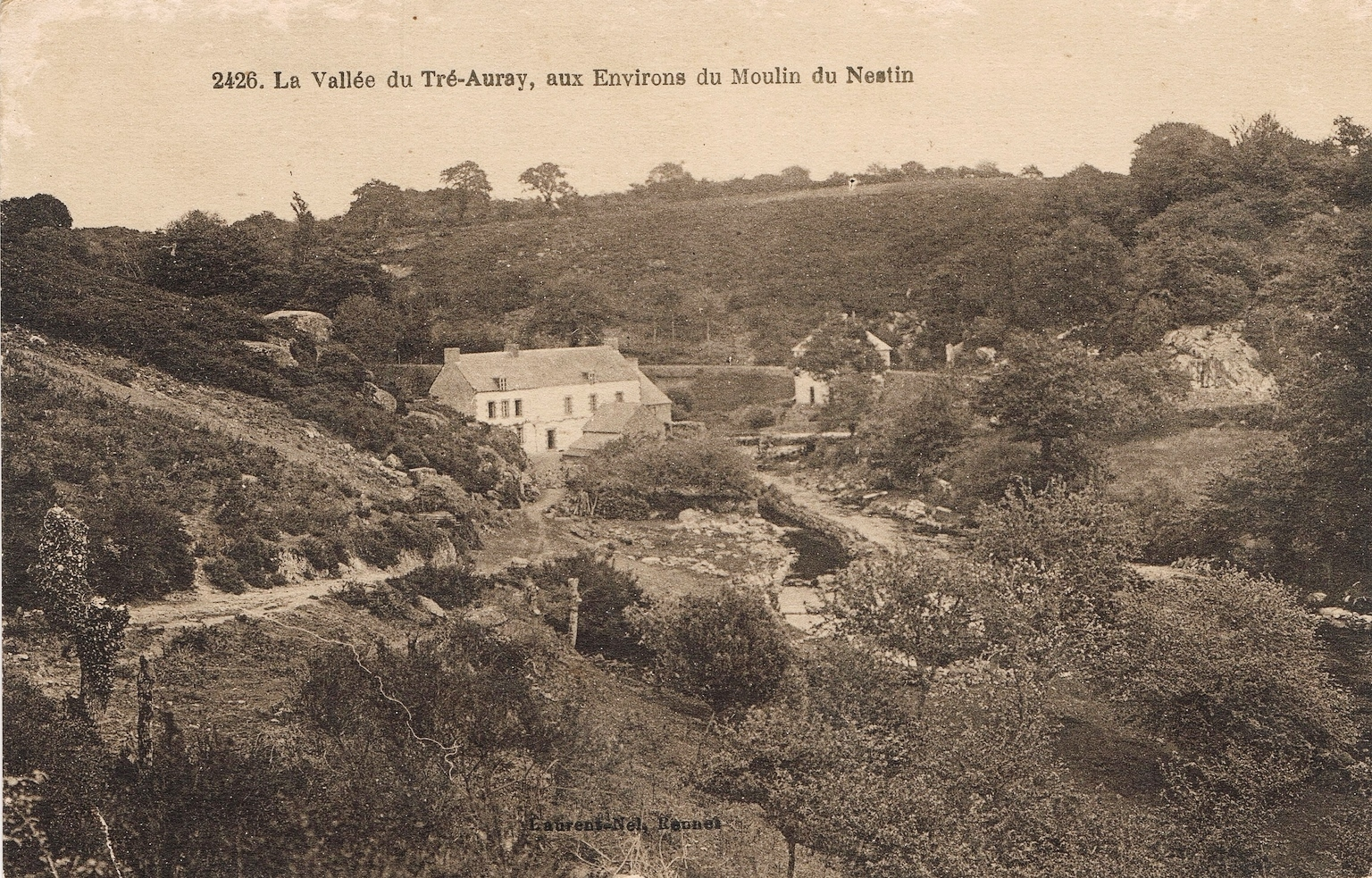
La vallée du Loc'h aux environs du moulin d'Estaing.

### Hydrographie
Pour un article plus général, voir Réseau hydrographique du Morbihan.
La commune est située dans le bassin Loire-Bretagne. Elle est drainée par l'Auray, le Gouyanzeur, le Moulin de Cochelin, le Pont Lesdour, la rivière de Saint-Guérin, le Kerivalan, le ruisseau de Pont Christ, le ruisseau du Reclus et l'Étang du Crannic,,.
L'Auray, d'une longueur de 56 km km, prend sa source dans la commune de Plaudren et se jette  dans la baie de Quiberon en limite de Locmariaquer et de Baden, après avoir traversé dix communes.  Les caractéristiques hydrologiques de l'Auray sont données par la station hydrologique située sur la commune. Le débit moyen mensuel est de 2,78 m3/s. Le débit moyen journalier maximum est de 49,8 m3/s, atteint lors de la crue du 5 janvier 2001. Le débit instantané maximal est quant à lui de 55,1 m3/s, atteint le même jour.

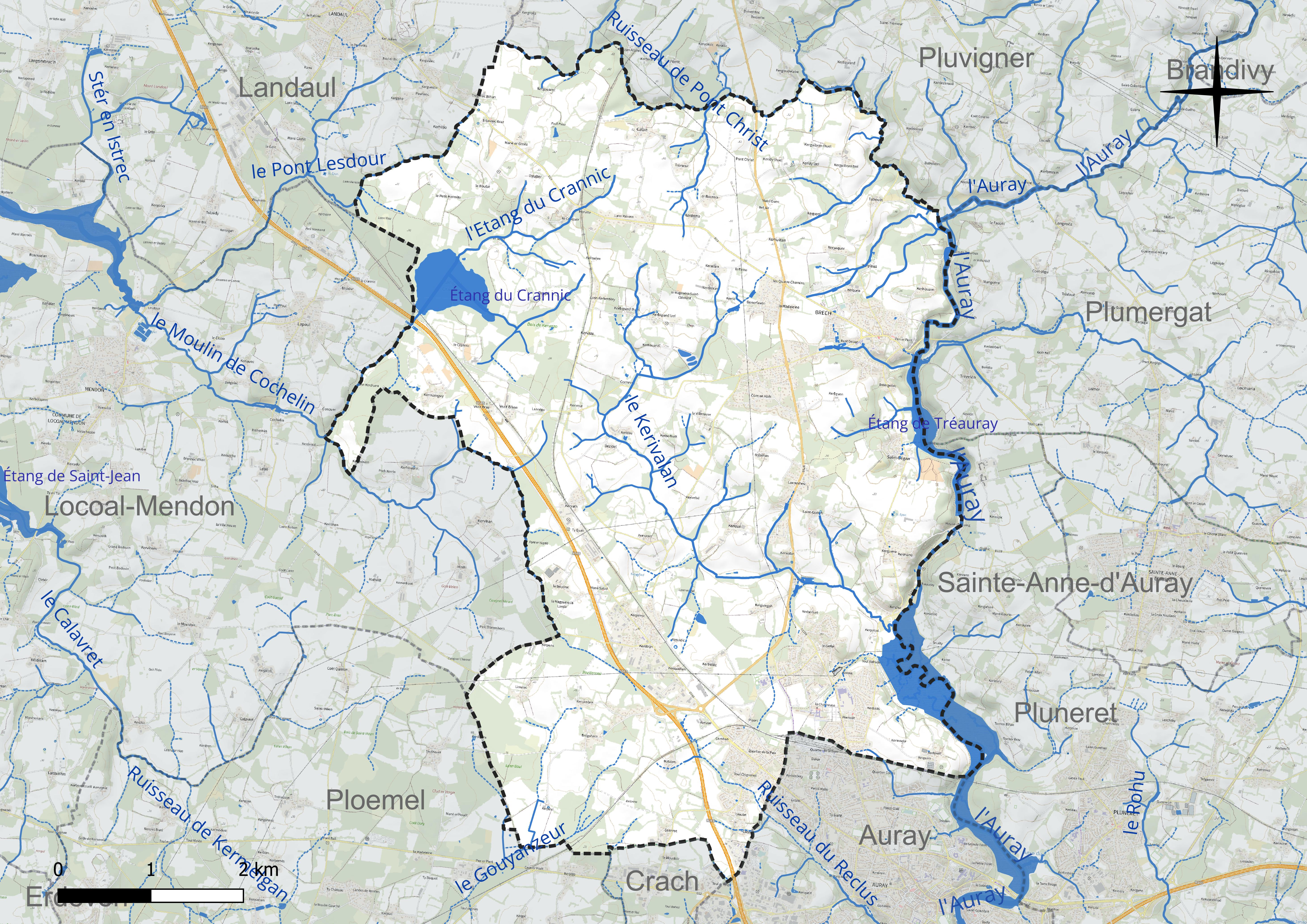
Réseau hydrographique de Brech.

Deux plans d'eau complètent le réseau hydrographique : l'étang de Tréauray, d'une superficie totale de 24,5 ha (12,18 ha sur la commune) et l'étang du Crannic (40,88 ha),.

### Paysages et habitat

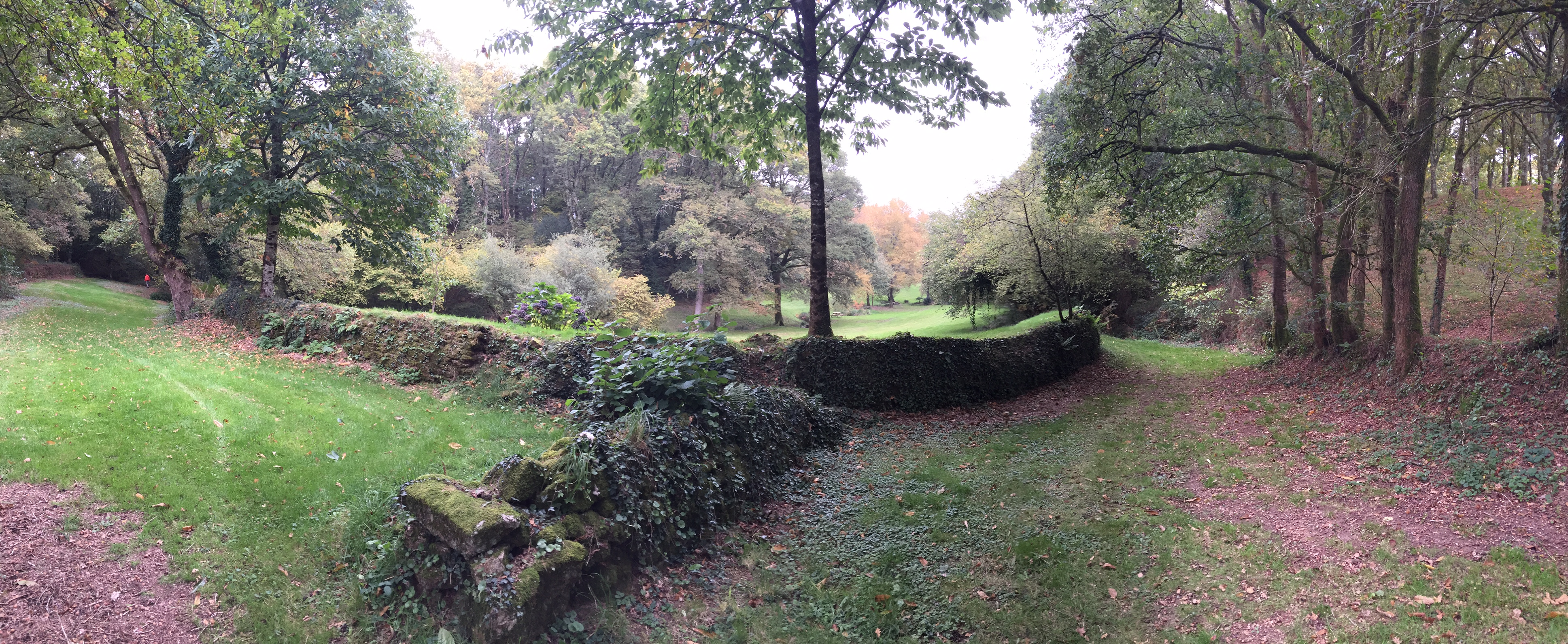
Parc du domaine de Corn er Hoët : murets séparant les parcelles.

La commune de Brech présente un paysage agraire traditionnel de bocage avec un habitat dispersé en de nombreux écarts formées de hameaux (dénommés villages) et fermes isolées. Mais ce paysage a été fortement modifié depuis la seconde moitié du XXe siècle par la périurbanisation , notamment dans la partie sud-est de la commune, autour de la Chartreuse d'Auray (l'agglomération d'Auray déborde côté nord au-delà de la voie ferrée qui sert à cet endroit de limite communale) dans les quartiers de Kerlois, Kerblois et Kerberluet et côté ouest (Quartier de la Paix, Toul Chignanet, Léaulet). Dans une moindre mesure, la périurbanisation concerne aussi les alentours du bourg de Brech. La rurbanisation concerne plusieurs hameaux qui ont beaucoup grossi par la création de lotissements ou de maisons individuelles à leur périphérie, comme Bonerfaven. Lann Palvern, Lannerheü, ou des créations de lotissements ex nihilo, sans hameau préexistant, comme à Corn er Hoët, lotissement constitué de vastes parcelles constituant un cadre de vie agréable (menacé par les nouvelles dispositions du Plan local d'urbanisme selon des résidants). Les parties nord et nord-ouest du territoire communal ont davantage conservé leur caractère rural traditionnel, comme ceux de Trévec, Calan, Kerguibran, etc.., ou encore celui de Saint-Dégan, situé, lui, au sud-est du bourg, à proximité de la vallée du Loc'h.

### Climat
Pour des articles plus généraux, voir Climat de la Bretagne et Climat du Morbihan.
En 2010, le climat de la commune est de type climat océanique franc, selon une étude du CNRS s'appuyant sur une série de données couvrant la période 1971-2000. En 2020, Météo-France publie une typologie des climats de la France métropolitaine dans laquelle la commune est exposée à un climat océanique et est dans la région climatique  Bretagne orientale et méridionale, Pays nantais, Vendée, caractérisée par une faible pluviométrie en été et une bonne insolation. Parallèlement l'observatoire de l'environnement en Bretagne publie en 2020 un zonage climatique de la région Bretagne, s'appuyant sur des données de Météo-France de 2009. La commune est, selon ce zonage, dans la zone « Intérieur  », exposée à un climat médian, à dominante océanique.  
Pour la période 1971-2000, la température annuelle moyenne est de 11,8 °C, avec une amplitude thermique annuelle de 11,8 °C. Le cumul annuel moyen de précipitations est de 933 mm, avec 13,6 jours de précipitations en janvier et 7 jours en juillet. Pour la période 1991-2020, la température moyenne annuelle observée sur la station météorologique la plus proche, située sur la commune d'Auray à 6 km à vol d'oiseau, est de 12,6 °C et le cumul annuel moyen de précipitations est de 969,3 mm,. Pour l'avenir, les paramètres climatiques de la commune estimés pour 2050 selon différents scénarios d’émission de gaz à effet de serre sont consultables sur un site dédié publié par Météo-France en novembre 2022.

## Urbanisme

### Typologie
Au 1er janvier 2024, Brech est catégorisée bourg rural, selon la nouvelle grille communale de densité à sept niveaux définie par l'Insee en 2022.
Elle appartient à l'unité urbaine d'Auray, une agglomération intra-départementale regroupant trois  communes, dont elle est une commune de la banlieue,,. Par ailleurs la commune fait partie de l'aire d'attraction de Vannes, dont elle est une commune de la couronne,. Cette aire, qui regroupe 47 communes, est catégorisée dans les aires de 50 000 à moins de 200 000 habitants,.
La commune, bordée par l'océan Atlantique, est également une commune littorale au sens de la loi du 3 janvier 1986, dite loi littoral. Des dispositions spécifiques d’urbanisme s’y appliquent dès lors afin de préserver les espaces naturels, les sites, les paysages et l’équilibre écologique du littoral, tel le principe d'inconstructibilité, en dehors des espaces urbanisés, sur la bande littorale des 100 mètres, ou plus si le plan local d’urbanisme le prévoit.

### Occupation des sols
L'occupation des sols de la commune, telle qu'elle ressort de la base de données européenne d’occupation biophysique des sols Corine Land Cover (CLC), est marquée par l'importance des territoires agricoles (71,7 % en 2018), en diminution par rapport à 1990 (73,3 %). La répartition détaillée en 2018 est la suivante : 
zones agricoles hétérogènes (34,9 %), terres arables (31,2 %), forêts (16,8 %), zones urbanisées (6,6 %), prairies (5,6 %), zones industrielles ou commerciales et réseaux de communication (2,5 %), eaux continentales (1,4 %), zones humides côtières (1 %). L'évolution de l’occupation des sols de la commune et de ses infrastructures peut être observée sur les différentes représentations cartographiques du territoire : la carte de Cassini (XVIIIe siècle), la carte d'état-major (1820-1866) et les cartes ou photos aériennes de l'IGN pour la période actuelle (1950 à aujourd'hui).

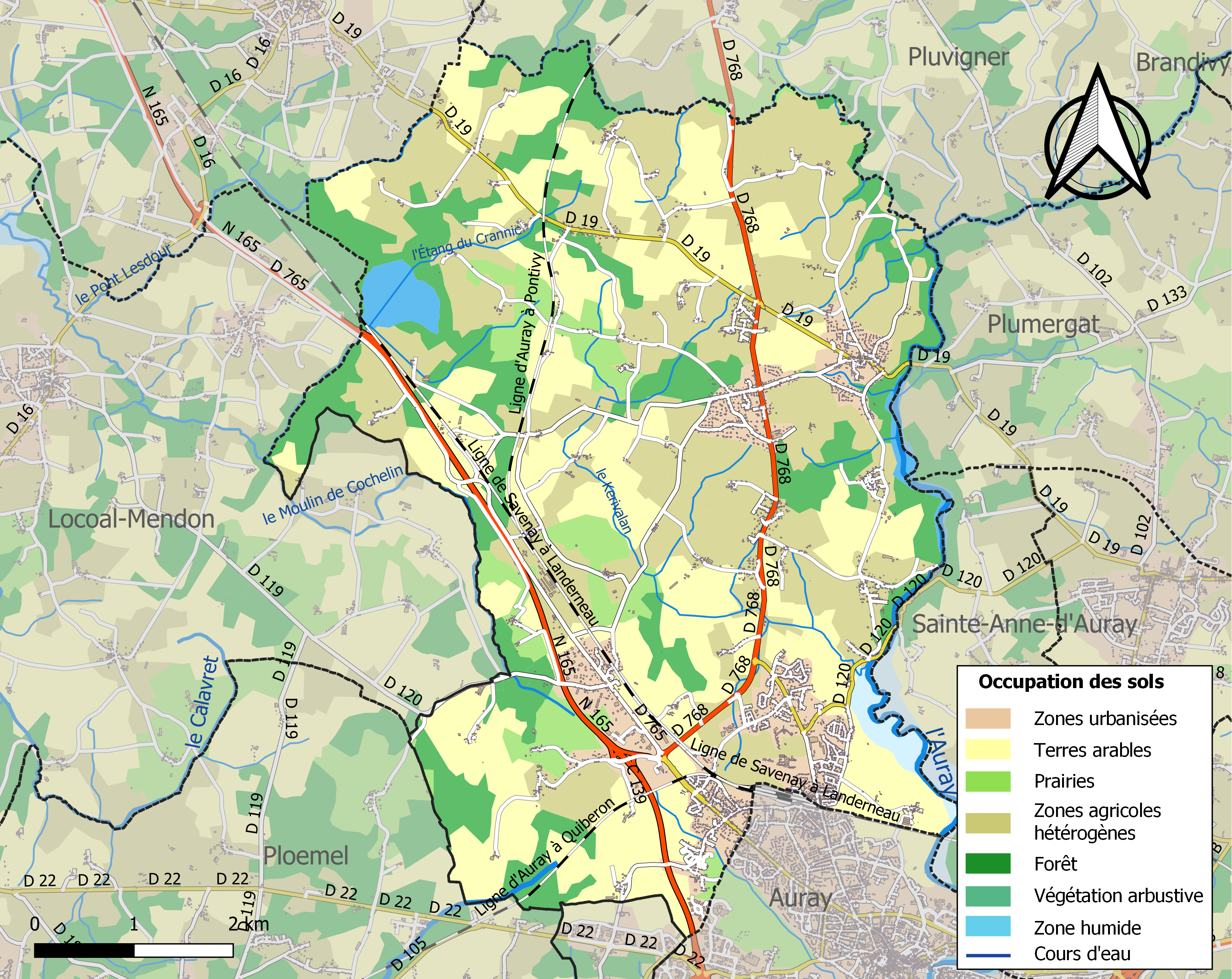
Carte des infrastructures et de l'occupation des sols de la commune en 2018 (CLC).

### Voies de communication et transports
Le territoire communal est traversé par plusieurs voies ferrées, principalement celle de Paris-Montparnasse à Quimper, mais aussi la ligne d'Auray à Pontivy d'une part, la Ligne d'Auray à Quiberon d'autre part, qui s'embranchent sur la ligne principale et s'en séparent sur le territoire de Brech. La gare d'Auray était même située sur le territoire de Brech avant les modifications territoriales survenues en 1864 ; elle reste limitrophe de Brech désormais.
La voie express RN 165, de Nantes et Vannes à Lorient et Quimper, traverse la partie sud-ouest de la commune, qui est desservie par l'échangeur n°34, dit de Kerstran, au niveau duquel s'embranche la RD 768 (ancienne Route nationale 168), qui traverse la commune en passant à l'ouest du bourg et continue en direction de Pluvigner, Baud et Pontivy.
La zone d'activités industrielles et commerciales de Kerstran s'est développée aux alentours de cet échangeur.

### Lieux-dits et écarts
Il existe de nombreux écarts et lieux-dits dont la plupart sont habités. Saint-Dégan (Saint-Dégan (en 1427), Cendegan (en 1815), Saint-Dégan (en 1839) est le plus vaste hameau de la commune de Brec'h, peut-être fondé, au VIe siècle, par saint Dégan, disciple de saint Pétroc de Bodmin (ou saint Perreux, Perec ou Pereg en breton). Au XVe siècle Cendegan est une frairie, sous le patronage de saint Laurent. (Il est mentionné, une ancienne chapelle Saint-Laurent datant de 1890)
- Bonerfaven
- Le Beudrec
- Botergollec
- Brégoharne
- Brézéhan
- Calan
- Corn er Hoet
- Kerberdery
- Kerdrain
- Keryaquer  ( ou Keriaquer )
- Kerglas
- Kergornic
- Kerguéro
- Kerizan
- Kermané
- Kermainguy
- Kerstran
- Kervalh
- Lann er Rheu
- Lann Palvern
- Mané-Salut
- Magouero la lande
- Penhoet
- Saint-Dégan
- Saint-Guérin (1676 : Saint-Quirin, 1676 : Saint-Quirin, XVIIIe siècle : Digantel, 1815 : Rigantêl, 1839 : Saint Guérin)
- Tréavrec
- Treumer
- Toulchignanet

## Histoire

### Préhistoire et Antiquité

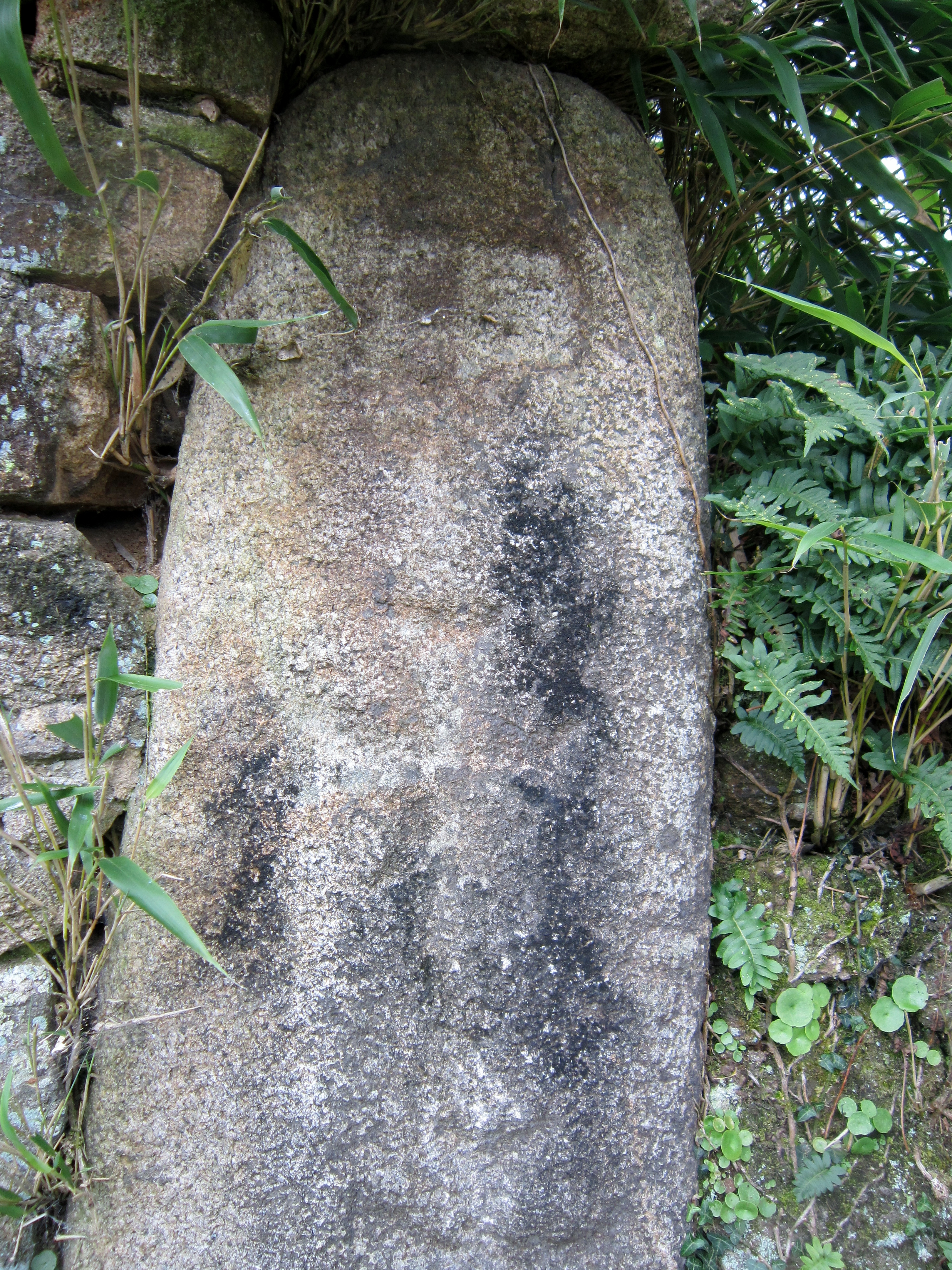
Le lec'h christianisé de Saint-Dégan.

Deux dolmens ruinés se trouvent sur le territoire communal, l'un à Kerhouarin, l'autre à Brégoarn. Un lec'h, christianisé par des gravures, se trouve à Saint-Dégan, où il sert de pilier d'angle à un bâtiment.
Un dépôt gaulois a été mis au jour en 1888 près du village de Guervec. Daté du Ier siècle av. J.-C., le dépôt, attribué aux Vénètes, contient un ensemble de petits billons armoricains et d'objets de parure en pâte de verre polychrome et métallique, en bronze et en or.
La voie romaine allant de Vannes à Quimper passait par Saint-Dégan, puis au nord de la Villeneuve et au sud de l'étang du Crannic.

### Moyen Âge
Au XIIe siècle la paroisse de Brech perd 149 hectares au profit de la paroisse nouvellement créée de Saint-Gildas-d'Auray.
Le prieuré de femmes de Notre-Dame de Kerléano, dépendant de l'abbaye de Saint-Sulpice du diocèse de Rennes, fut fondé à la fin du XIIe siècle ; à une date indéterminée les religieuses furent rappelées à l'abbaye-mère, qui conserva toutefois le bénéfice de Kerléano et de biens l'entourant jusqu'à la Révolution.
Un trésor de Brec'h, dissimulé entre 1322 et 1328, comprenait des monnaies royales anglaises et françaises en nombre quasiment égal.
Le 29 septembre 1364, la bataille d'Auray se déroule sur le plateau de Rostevel, près du marais de Kerzo sur le territoire de la paroisse de Brech.
Le futur duc Jean de Montfort triomphe de son rival Charles de Blois. Celui-ci est tué, tandis que son second, le chevalier Bertrand Du Guesclin, est fait prisonnier. Cette victoire met fin à la guerre de Succession de Bretagne.
Jean de Montfort, désormais Jean IV de Bretagne, fonda le 5 février 1382 une chapelle, nommée "Saint-Michel-du-Champ", dotée de 8 chapelains (leur cédant notamment pour leur entretien la châtellenie de Lanvaux), à l'endroit où s'étaient déroulés les combats, « afin d'importer la miséricorde de Dieu pour ceux qui avaient perdu la vie ». Cette chapelle était aussi destinée à accueillir les assemblées de l'Ordre de l'Hermine, qu'il créa alors. Le duc François II donna en 1480 la capelle et l'établissement religieux aux Chartreux ; il prit alors le nom de "Chartreuse d'Auray".

### Époque moderne
La paroisse, qui dépendait du doyenné de Pou-Belz, faisait partie des relais mentionné en 1648 sur la carte des chemins de Saint-Jacques-de-Compostelle. Elle possédait 11 chapelles (
Notre-Dame-des-Fleurs (dans le bourg), Saint-Jacques (proche du bourg), Sainte-Marie-Madeleine, Saint-Goal (hameau de Calan), Saint-Laurent (à Saint-Dégan), 
Saint-Clément (près de Kerhouarin), Notre-Dame-de-Grâces ( à Tréavrec), Saint-Quirin (à Saint-Guérin), Saint-Pierre-et-Saint-Paul (près de Brégoarn) et Saint-Cado (au Reclus, désormais en Auray) qui, avec l'église paroissiale, constituaient les 12 frairies de la paroisse ; celle-ci possédait aussi 6 chapellenies (Saint-Sébastien, Saint-Jacques, Saint-Laurent, Saint-Joseph, Saint-Julien et Saint-Jean).
En 1759 une ordonnance royale de Louis XV ordonne à la paroisse de Brech de fournir 42 hommes pour servir de garde-côtes.
Jean-Baptiste Ogée décrit ainsi Brech en 1778 :

« Brech ; sur une hauteur ; à 4 lieues à l'Ouest-Nord-Ouest de Vannes, son évêché ; à 22 lieues ½ de Rennes et à 1 lieue ¼ d'Auray, sa subdélégation et son ressort. On y compte 2 200 communiants. La cure est à l'Ordinaire ; le Roi est le seigneur de la paroisse. Son territoire, couvert de bois, est divisé en vallons et collines. On y voit des terres fertiles en froment, seigle et menus grains, des prairies et des landes. »

### Révolution française
Jean-Pierre Thorin, curé de Brech depuis 1751 prêta d'abord le serment de fidélité à la Constitution civile du clergé en septembre 1792, puis il se rétracta, devenant donc prêtre réfractaire ; il fut alors emprisonné jusqu'en décembre 1796.
En août 1795, à proximité du marais de Kerzo, près de mille émigrés royalistes et chouans sont fusillés après l8’échec du débarquement de Quiberon. Dans le « Champ des Martyrs », un mausolée, la Chapelle expiatoire du Champ-des-Martyrs, est édifié en 1828 en commémoration.
La Chartreuse fut vendue comme bien national.
Jean-Louis Béard, maire de Brech depuis 1796, signale aux autorités l'existence à Landaul d'une auberge mal famée, fréquente par Joachim Kermorvant, dit Marmousse, originaire de Kerguengoch en Brech, qui se qualifie de "chef de légion de l'armée catholique" et qui serait en relation avec Georges Cadoudal ; il fut amnistié en 1802.

### LeXIXesiècle
Bonaparte, alors Premier Consul, demande le 15 prairial an XI (4 juin 1803 à son ministre de la justice Régnier de demander des renseignements sur les maires et curés de Brech et des communes voisines, « ainsi que sur la situation de l'esprit public de ces communes et ceux des habitants qui pourraient être soupçonnés » de correspondre avec Georges Cadoudal.
En 1808 le curé d'Auray, Albert Deshayes, rachète la Chartreuse, qui devint une maison de retraite pour les Sœurs de la Sagesse et une institution accueillant des sourdes-muettes.
A. Marteville et P. Varin, continuateurs d'Ogée, décrivent ainsi Brech en 1843 :

« Brech, commune formée de l'ancienne paroisse de ce nom ; aujourd'hui succursale ; chef-lieu de perception. (...) Principaux villages : Kergoarec, le Boulat, Pengal, le Haut et le Bas-Kerguiberon, Lesclus, Kerlan, Kerdréan, Talhouet, la Madelaine (chapelle), le Grand et le Peti-Bezit, Kerliguen, le Rozo, Saint-Pierre et Saint-Paul (chapelles), la Chartreuse, Kermoëlo, le Granic, Cendegan (chapelle), Saint-Jacques (chapelle), Saint-Quirin, le Parco. Superficie totale ; 4 439 hectares 58 ares, dont (...) terres labourables 1 635 ha, prés et pâturages 472 ha, bois 166 ha, Landes et incultes 2 033 ha (...) Il y a foire à Saint-Quirin le 24 mars, le lundi qui suit le premier dimanche de mai. Géologie : dans presque toute la commune constitution granitique. On parle le breton. »

Le Conseil municipal d'Auray demande dans une délibération en date du 12 novembre 1862 l'annexion à Auray d'une partie du territoire des communes de Brech et de Pluneret, arguant : «  La ville d'Auray n'a pour ainsi dire aucun territoire. Une partie de son agglomération est située en Brech et se trouve comprise dans le canton de Pluvigner ; c'est là qu'est située la station des deux chemins de fer improprement appelée jusqu'à ce jour gare d'Auray. Du côté de Saint-Goustan, une partie du faubourg dépend de la commune de Pluneret ». Le Conseil général approuva l'annexion en 1864 à Auray « de la gare dite Gare d'Auray, sise sur la commune de Brech, ainsi que de la section entière de cette dernière commune, comprise entre la ville d'Auray et le chemin de fer, à partir du viaduc de Kermadio jusqu'en face de la Chartreuse et se dirigeant de là vers la commune de Crach, en englobant les villages de Kerperdrix, de Kerudo, de la partie du village de Kerbois, située en Brech, et les villages de la Ville-Neuve, de Kerléano, jusqu'à la limite de la commune de Crach, et de toute la partie de Pluneret agglomérée au faubourg de Saint-Goustan jusqu'à la route de Sainte-Anne ».
Une épidémie de dysenterie fit 30 malades (dont 15 moururent) à Brech en 1876. Le docteur Alfred Fouquet explique la propagation de la maladie par les conditions de vie déplorables des habitants de la région qui « ne prennent absolument aucun soin, soit de leur propreté, soit de celle de leurs maisons. Ils jettent les selles des malades devant leur porte et parfois les vident dans la maison même, au milieu des cochons et des poulets, au milieu desquels ils grouillent. (...) Ils se refusent d'ailleurs à prendre aucun médicament ».

### LeXXesiècle

#### La Belle Époque

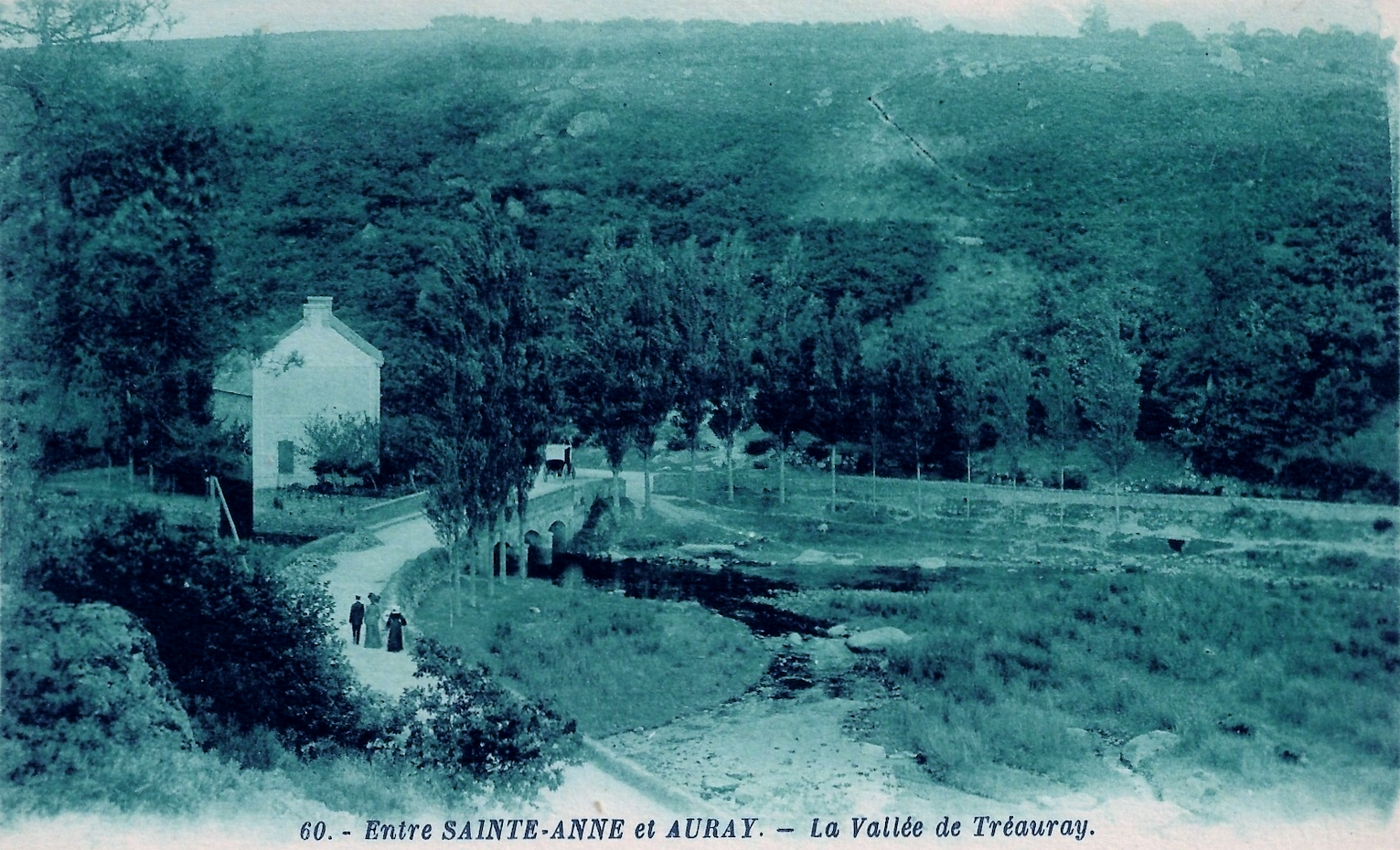
La vallée de Tréauray : pont sur le Loc'h entre Sainte-Anne-d'Auray et Auray (actuelle D 120) vers 1900.

Comme dans d'autres communes voisines, le 10 mars 1906 l'inventaire des biens d'église ne put avoir lieu à Brech « où la résistance est organisée ».

#### La Première Guerre mondiale
Le monument aux morts de Brec'h porte les noms de 102 soldats originaires de la commune morts pour la France pendant la Première Guerre mondiale.
Un soldat originaire de Brec'h, Joseph Rio, du 72e régiment d'infanterie, a été fusillé pour l'exemple le 19 mars 1915 à Somme-Yèvre (Marne) pour « abandon de poste par mutilation volontaire ».

#### L'Entre-deux-guerres
En 1919 à l'école des filles les classes sont obscures, exigües et surchargées ; une cloison de carton sépare les classes, « les leçons faites dans l'une s'entendent dans les autres (...) Le matériel scolaire est dans un état de vétusté sans nom et manque en partie ».

#### La Seconde Guerre mondiale
Le monument aux morts de Brec'h porte les noms de 15 personnes originaires de la commune mortes pour la France pendant la Seconde Guerre mondiale.

#### L'après-Seconde-guerre-mondiale
Un soldat originaire de Brec'h, André Audic, est mort pour la France pendant la guerre d'Algérie.

### XXIesiècle
En mai 2015, le prince Louis de Bourbon se rend à Brec'h, avec son épouse la princesse Marie-Marguerite, lors de sa visite officielle dans le Morbihan. Il y annonce alors le financement de la restauration de la chapelle expiatoire du Champ-des-Martyrs par la Maison de Bourbon.

## Toponymie
Le nom de la localité est attesté sous les formes Brec en 1260, Brech en 1387, 1453, 1550 et 1636, ainsi que sous la forme Bray en 1636 également.
Brec'h en breton.
Brec'h, en breton, signifie « mont ». Il se retrouve aussi sous une forme diminuée Bre- comme à Brelevenez ainsi que dans de nombreux autres toponymes[réf. souhaitée].
En français le nom de la commune s'écrit Brech ou Brec'h, même si la dénomination de la commune est Brech d'un point de vue administratif (tel que répertorié par le Code officiel géographique de l'Insee). Il se prononce « brèque ».

## Politique et administration

### Liste des maires
| Période                 | Période      | Identité                 | Étiquette      | Qualité |
| ----------------------- | ------------ | ------------------------ | -------------- | --- |
| 1790                    | 1791         | Julien Lorho             |                | |
| 1791                    | 1792         | Michel Auffret           |                | |
| 1792                    | 1794         | Guy Le Germain           |                | |
| 1796                    | 1816         | Joseph Louis Marie Béard |                | Avocat au Parlement de Bretagne.                                                                                              |
| 1816                    | 1830         | Jean-Marie Le Guennec    |                | |
| 1830                    | 1833         | François Coriton         |                | |
| 1833                    | 1837         | Julien Gauter            |                | |
| 1837                    | 1848         | Jean Le Boulch           |                | |
| 1848                    | 1874         | Joseph Le Boulch         |                | |
| 1874                    | 1875         | Joseph-Marie Le Bourser  |                | |
| 1875                    | 1877         | Joseph-Marie Le Boulch   |                | |
| 1878                    | 1878         | Louis Audic              |                | |
| 1878                    | 1919         | Joseph Le Boulch         |                | |
| 1919                    | 1934         | François Robic           |                | |
| 1935                    | octobre 1947 | Jean-Michel Auffret      | Rad. puis SFIO | Cultivateur |
| octobre 1947            | mai 1953     | François Robic           | MRP            | Fils de François Robic, maire entre 1919 et 1934.                                                                             |
| mai 1953                | mars 1983    | Paul Gautier             | DVD            | Maire honoraire |
| mars 1983               | mars 1989    | Raymond Le Blay          | DVD            | |
| mars 1989               | mars 2014    | Paul Baudic              | PS puis DVG    | Inspecteur des PTT retraité                                                                                                   |
| mars 2014 Réélu en 2020 | En cours     | Fabrice Robelet          | DVD            | Infirmier Conseiller départemental de Pluvigner (depuis 2015) Président de l'Association des maires du Morbihan (depuis 2023) |

### Politique de développement durable
La commune a engagé une politique de développement durable en lançant une démarche d'Agenda 21 en 2009.

## Démographie
L'évolution du nombre d'habitants est connue à travers les recensements de la population effectués dans la commune depuis 1793. Pour les communes de moins de 10 000 habitants, une enquête de recensement portant sur toute la population est réalisée tous les cinq ans, les populations de référence des années intermédiaires étant quant à elles estimées par interpolation ou extrapolation. Pour la commune, le premier recensement exhaustif entrant dans le cadre du nouveau dispositif a été réalisé en 2006.

En 2022, la commune comptait 7 057 habitants, en évolution de +6,36 % par rapport à 2016 (Morbihan : +3,82 %, France hors Mayotte : +2,11 %).
| 1793  | 1800  | 1806  | 1821  | 1831  | 1836  | 1841  | 1846  | 1851  |
| ----- | ----- | ----- | ----- | ----- | ----- | ----- | ----- | ----- |
| 2 091 | 2 115 | 2 110 | 2 416 | 2 354 | 2 314 | 2 505 | 2 366 | 2 511 |

| 1856  | 1861  | 1866  | 1872  | 1876  | 1881  | 1886  | 1891  | 1896  |
| ----- | ----- | ----- | ----- | ----- | ----- | ----- | ----- | ----- |
| 2 250 | 2 499 | 2 067 | 2 158 | 2 224 | 2 233 | 2 241 | 2 199 | 2 356 |

| 1901  | 1906  | 1911  | 1921  | 1926  | 1931  | 1936  | 1946  | 1954  |
| ----- | ----- | ----- | ----- | ----- | ----- | ----- | ----- | ----- |
| 2 376 | 2 371 | 2 493 | 2 497 | 2 710 | 2 935 | 2 978 | 3 219 | 3 062 |

| 1962  | 1968  | 1975  | 1982  | 1990  | 1999  | 2006  | 2011  | 2016  |
| ----- | ----- | ----- | ----- | ----- | ----- | ----- | ----- | ----- |
| 2 922 | 2 909 | 3 079 | 3 554 | 3 990 | 4 500 | 5 948 | 6 540 | 6 635 |

| 2021  | 2022  | - | - | - | - | - | - | - |
| ----- | ----- | - | - | - | - | - | - | - |
| 6 924 | 7 057 | - | - | - | - | - | - | - |

## Langue bretonne
L’adhésion à la charte Ya d’ar brezhoneg a été votée par le conseil municipal le 16 octobre 2012.
Le label Ya d’ar brezhoneg de niveau 1 a été remis à la commune le 14 février 2014.
À la rentrée 2016, 114 élèves étaient scolarisés dans la filière bilingue publique de l'école Pont-Douar (soit 23,4 % des enfants de la commune inscrits dans le primaire).

## Culture locale et patrimoine

### Monuments religieux

#### Église et chapelles
- Église paroissiale Saint-André (XIIe – XIXe siècle). Le clocher date de 1896. À l'intérieur, la nef romane à trois vaisseaux, longue de 5 travées, plus une travée de croisée, est couverte de charpente. Elle ouvre sur les bas-côtés par des arcs de plein cintre à double rouleaux retombant sur des piles carrées accolées de colonnes engagées à chapiteaux sous la face interne de l'arc. La croisée est marquée par un arc d'un diamètre supérieur, sans accentuation. Les 24 chapiteaux romans sont majoritairement sculptés de décors végétaux, de têtes d'animaux, de masques organisés sur le modèle corinthien[59]. L'un d'eux est orné de deux bustes portés par un socle mouluré inspiré des modèles antiques. Un autre chapiteau se détache de la série très homogène : il est sculpté de personnages en pieds très stylisés (corps plat d’où sortent deux petites jambes, tête ovoïde) avec une facture très différente. La netteté du modelé des chapiteaux pourrait laisser supposer une forte restauration au XIXe siècle, si ce n'est une recréation à partir de modèles romans[60]. Le chœur à chevet plat date du XVIe siècle et est occupé par un grand retable . Les bas-côtés ont été reconstruits au XVIIIe siècle[61],[62].

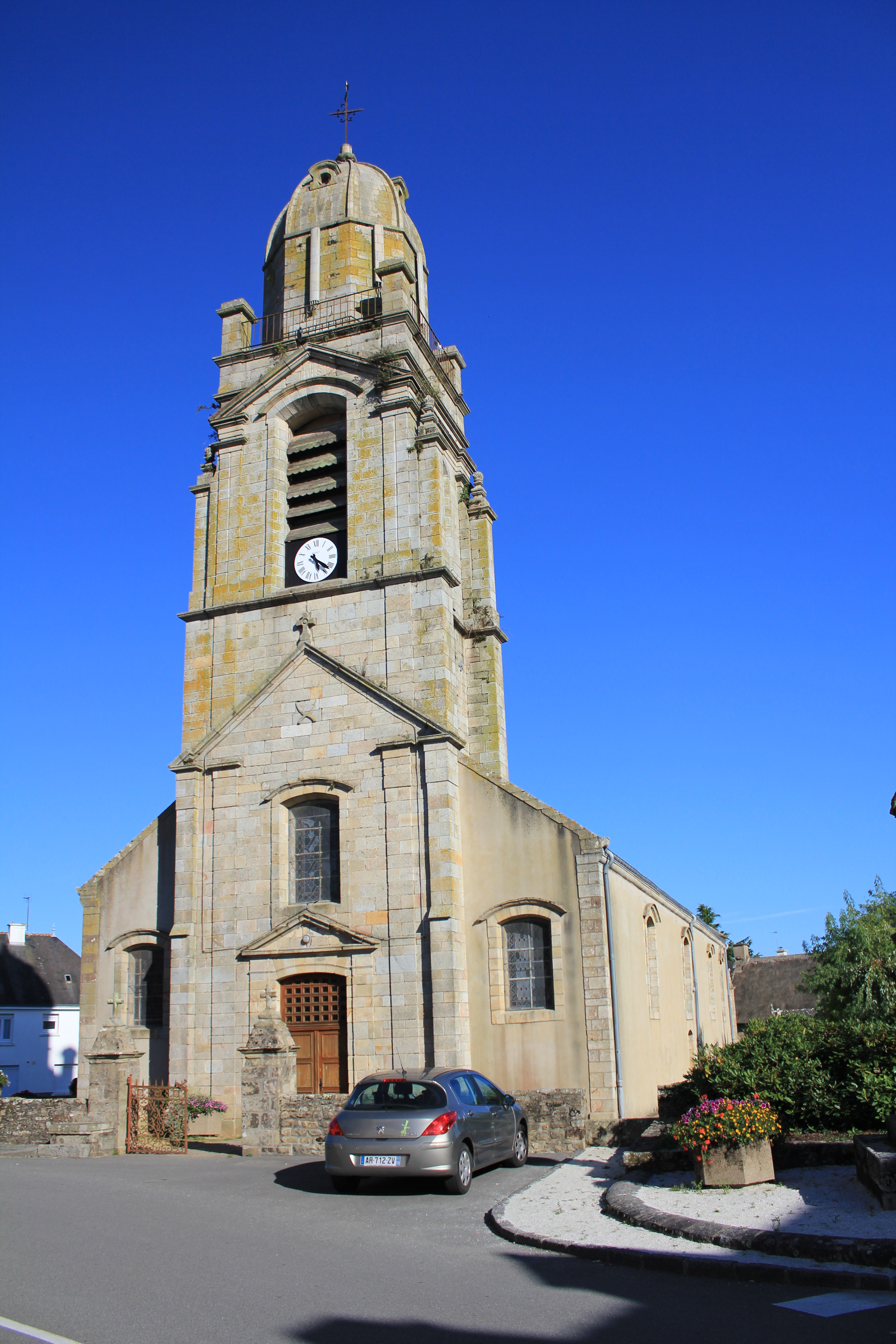
Église Saint-André : façade ouest et clocher.
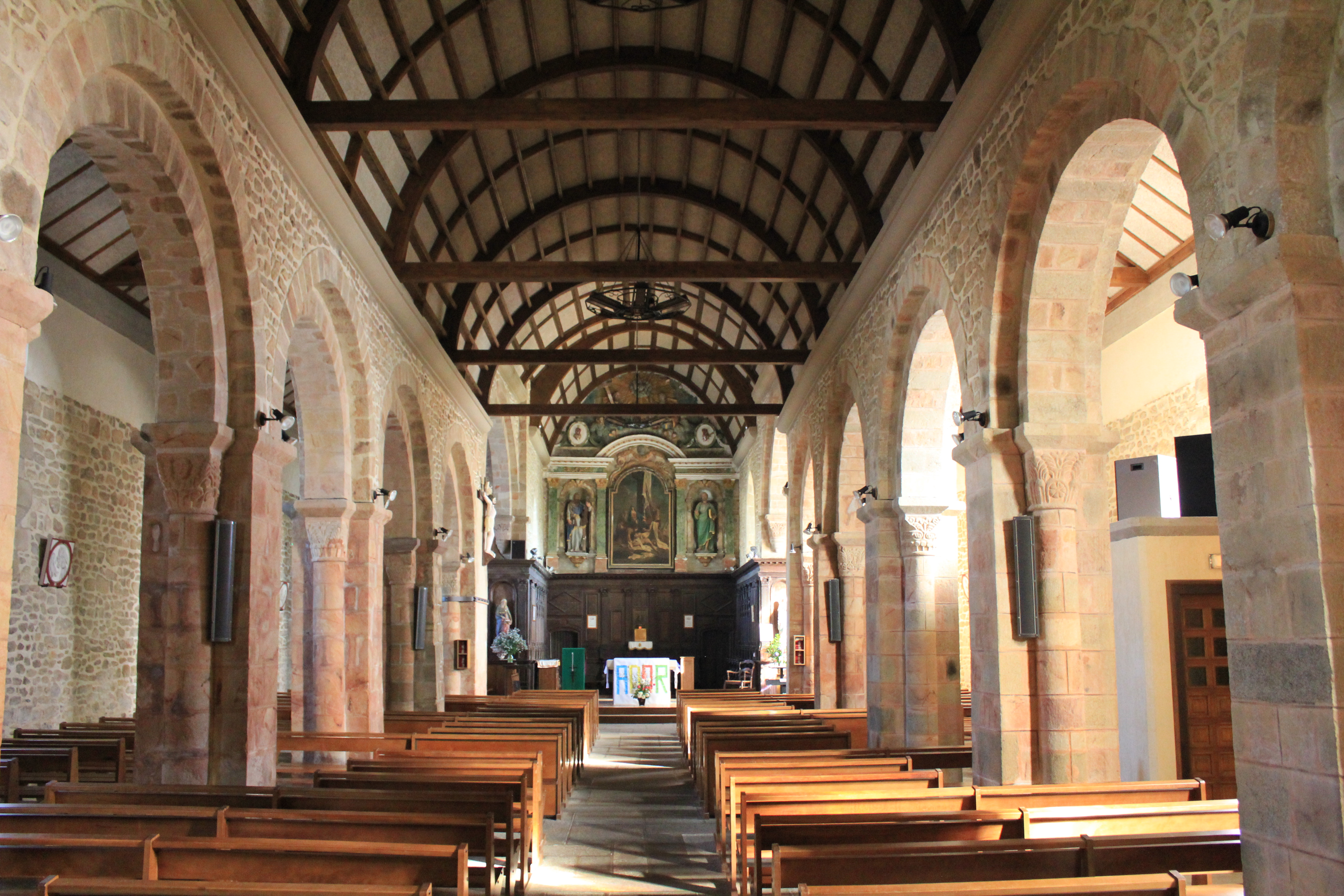
Église Saint-André : la nef.
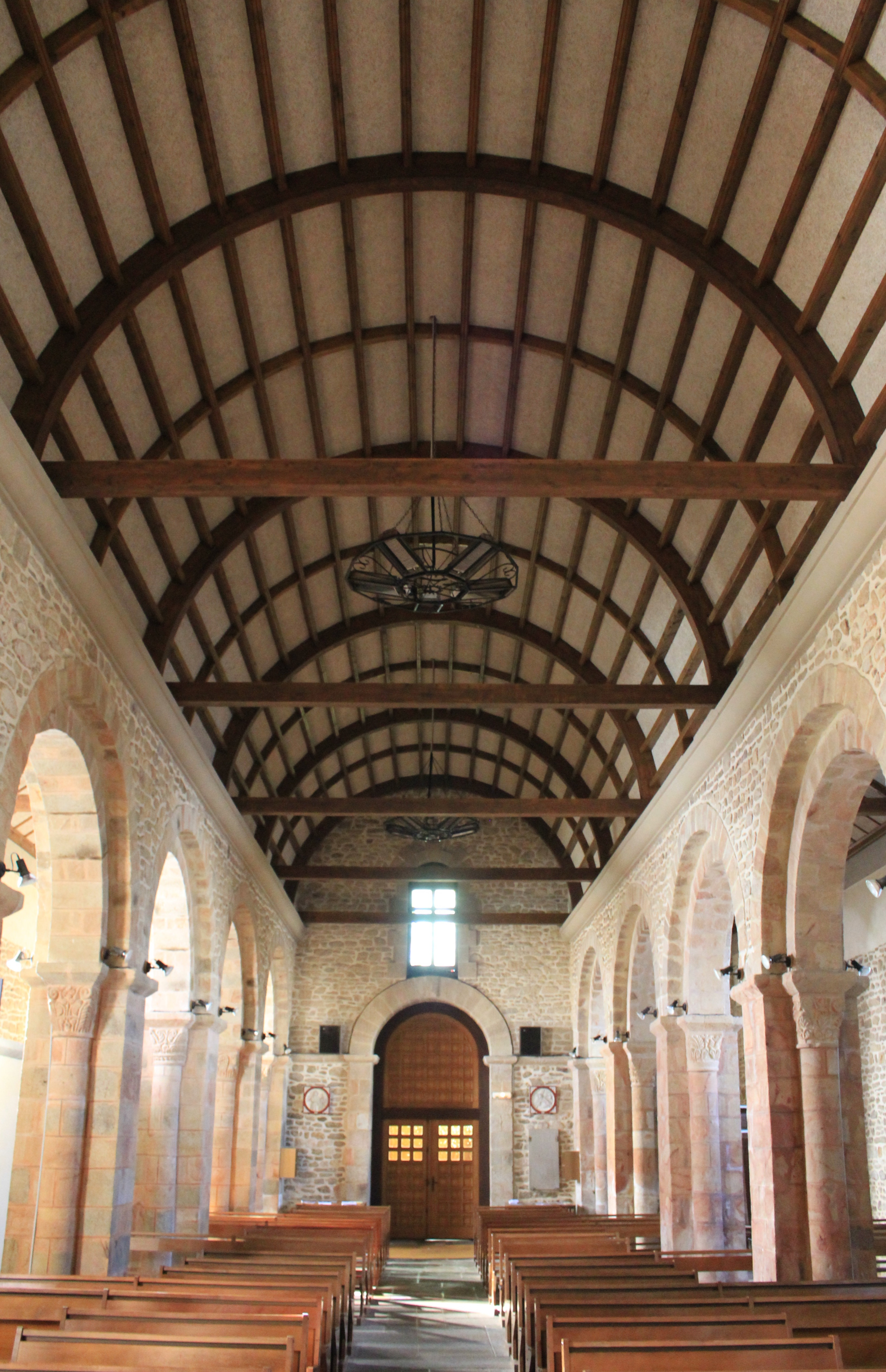
Église Saint-André : la nef.
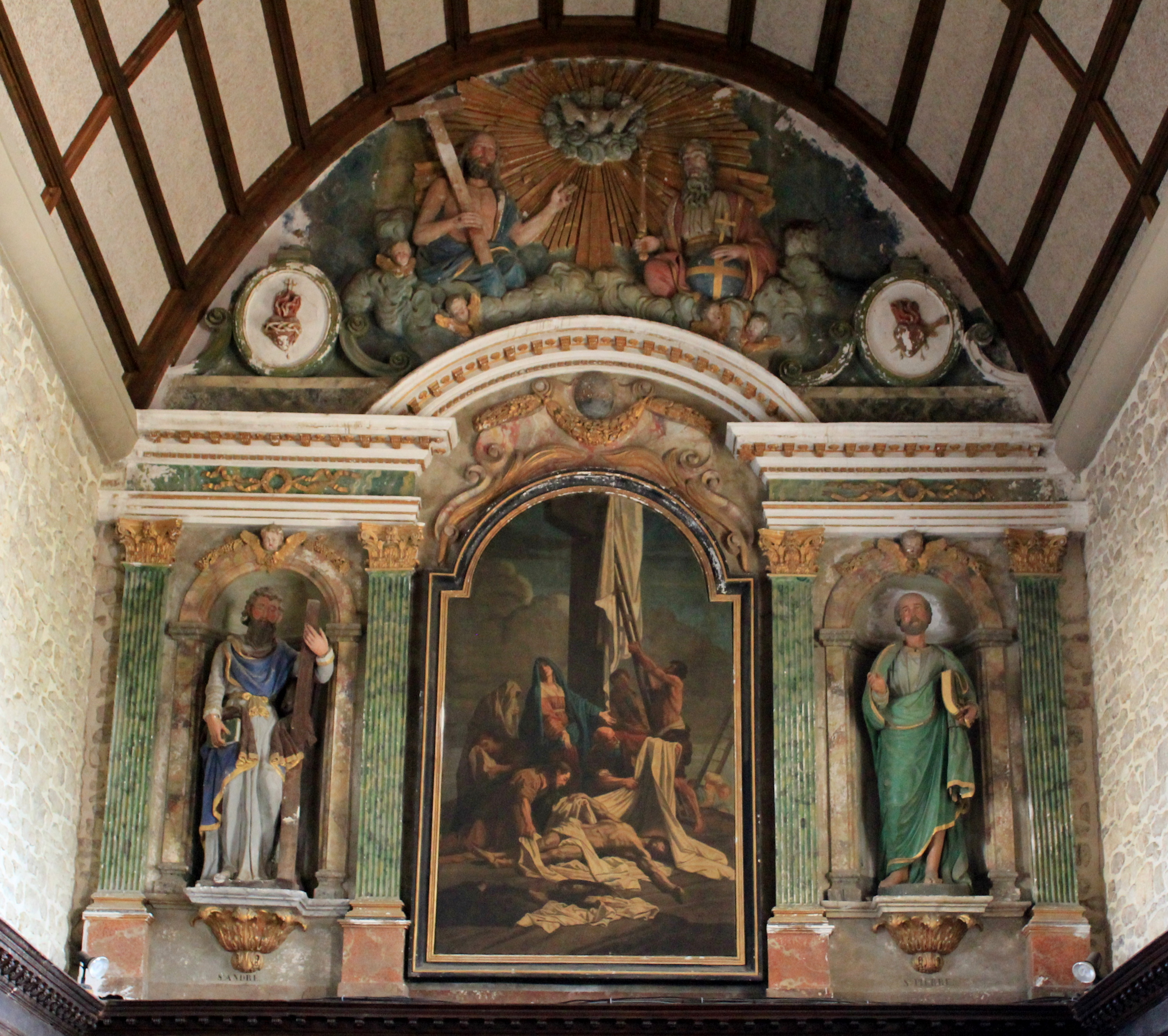
Église Saint-André : le retable du chœur.

- La chartreuse d'Auray construite en 1382 en mémoire des morts de la bataille d'Auray ; elle abrite la chapelle sépulcrale, inaugurée en 1829,qui conserve la mémoire des royalistes jugés et fusillés entre le 1er août 1795 et le 25 août 1795 à quelques mètres de là, sur les bords du Loc'h.
- La chapelle expiatoire du Champ-des-Martyrs, construite en souvenir des royalistes bretons exécutés en 1795, inaugurée aussi en 1829[63].
- La chapelle Saint-Guérin ou Saint-Quirin, située dans le village de Saint-Guérin, construite au XVIIe siècle ; cette ancienne chapelle seigneuriale dépendait de la seigneurie de Kérivalan qui était la propriété de la famille de Robien (les armes de Sébastien de Robien sont sur le pignon ouest de la chapelle)[64].

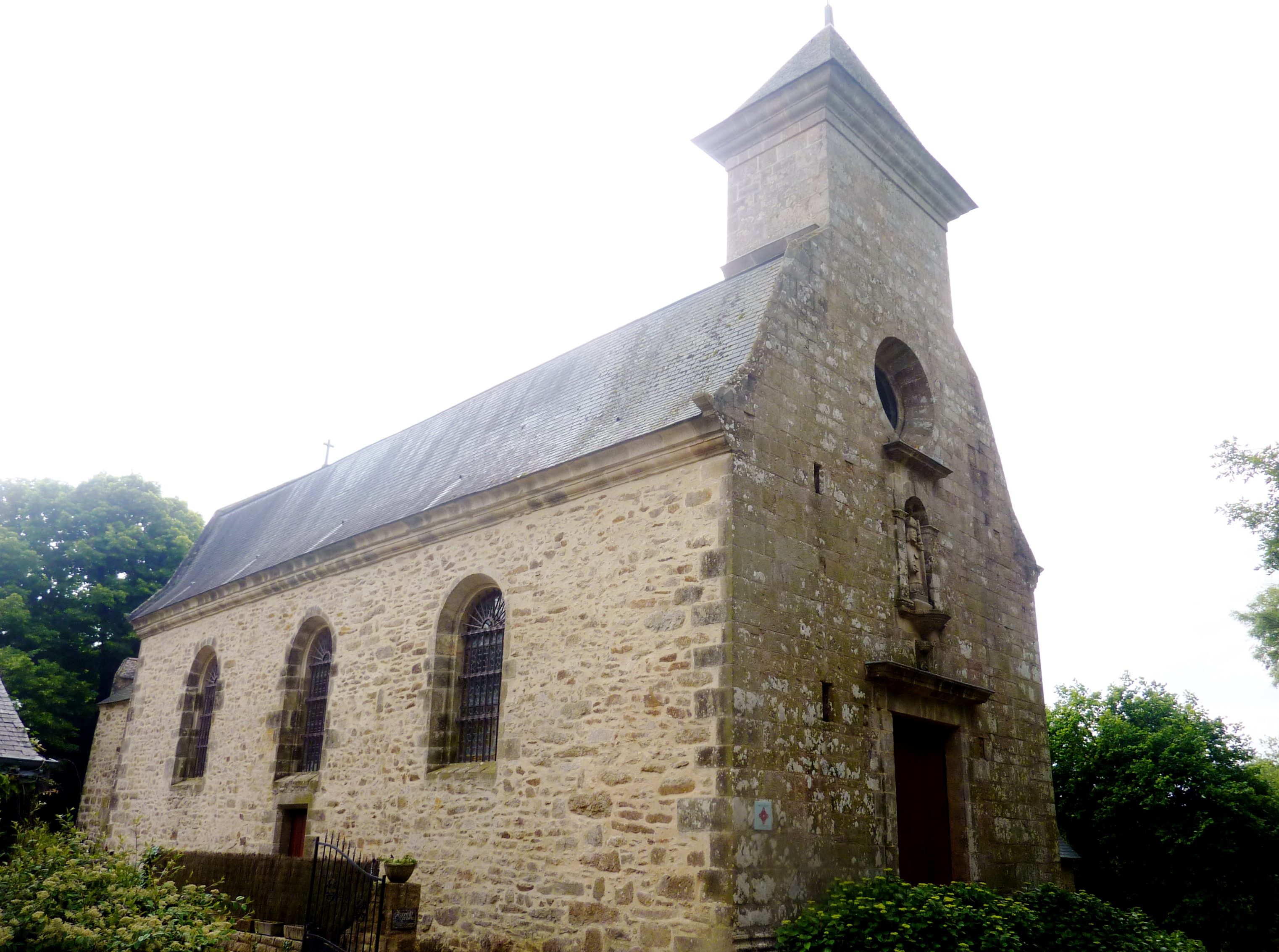
Chapelle Saint-Quirin : vue extérieure d'ensemble.
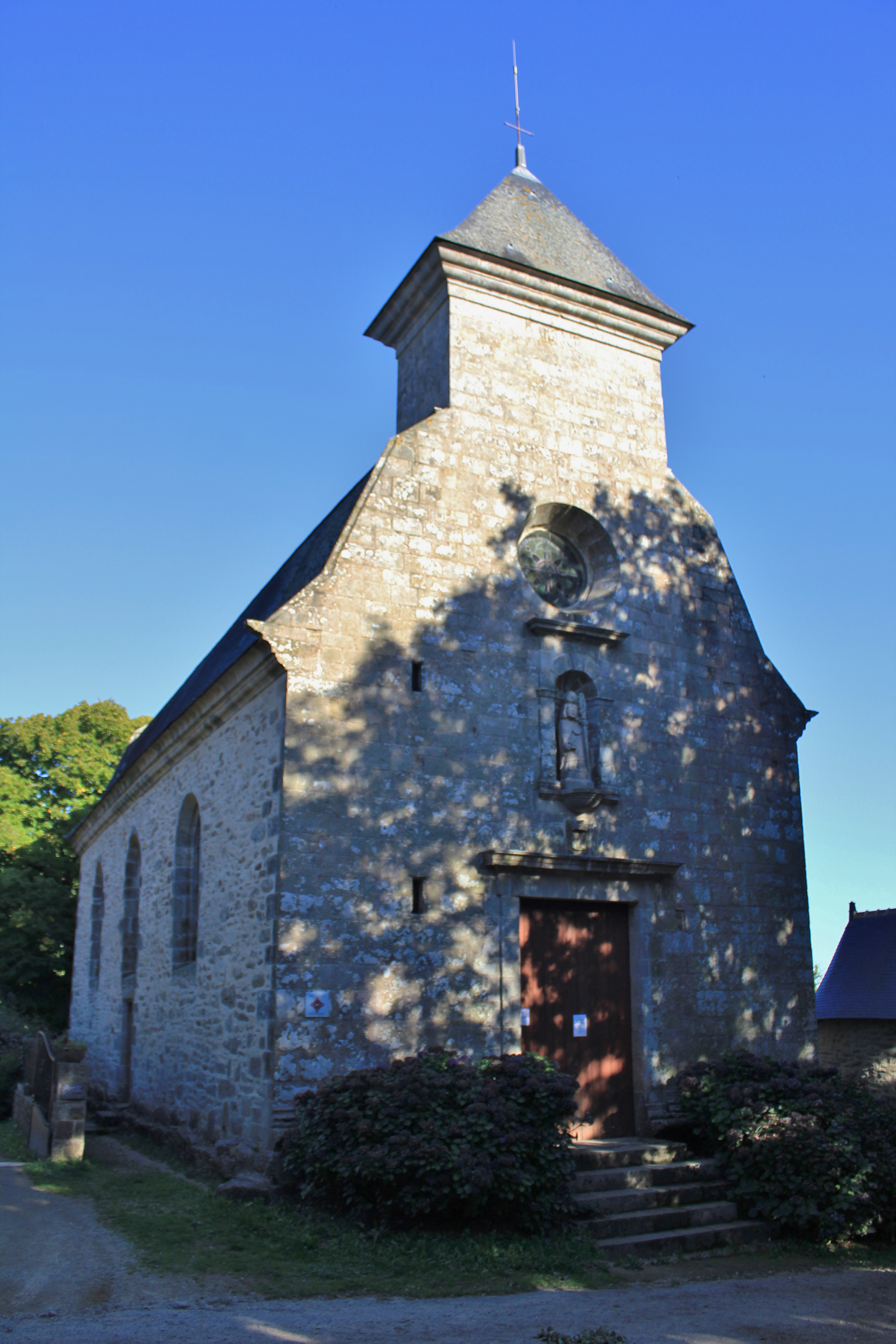
Chapelle Saint-Quirin : vue extérieure d'ensemble.
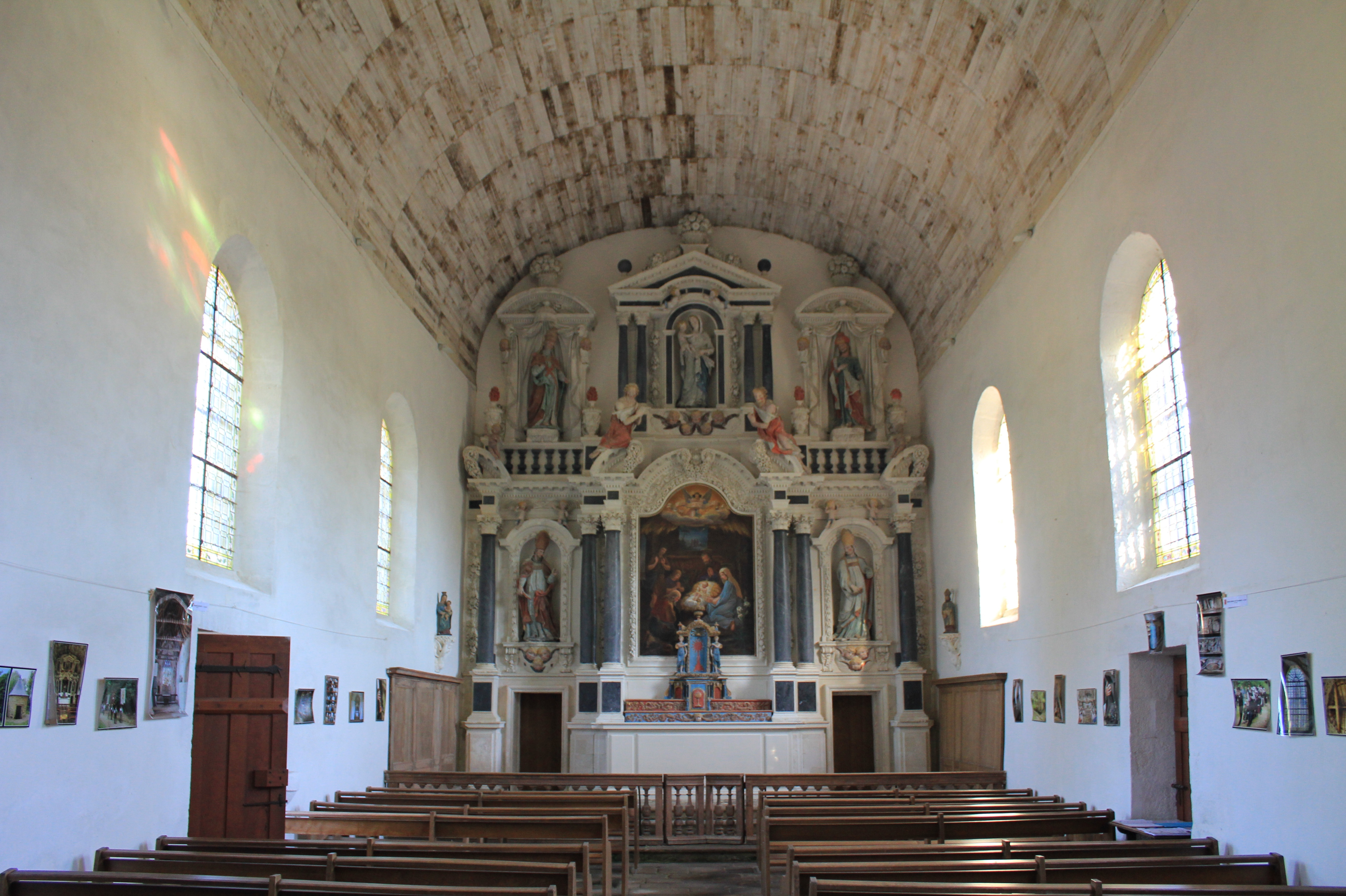
Chapelle Saint-Quirin : vue intérieure d'ensemble.
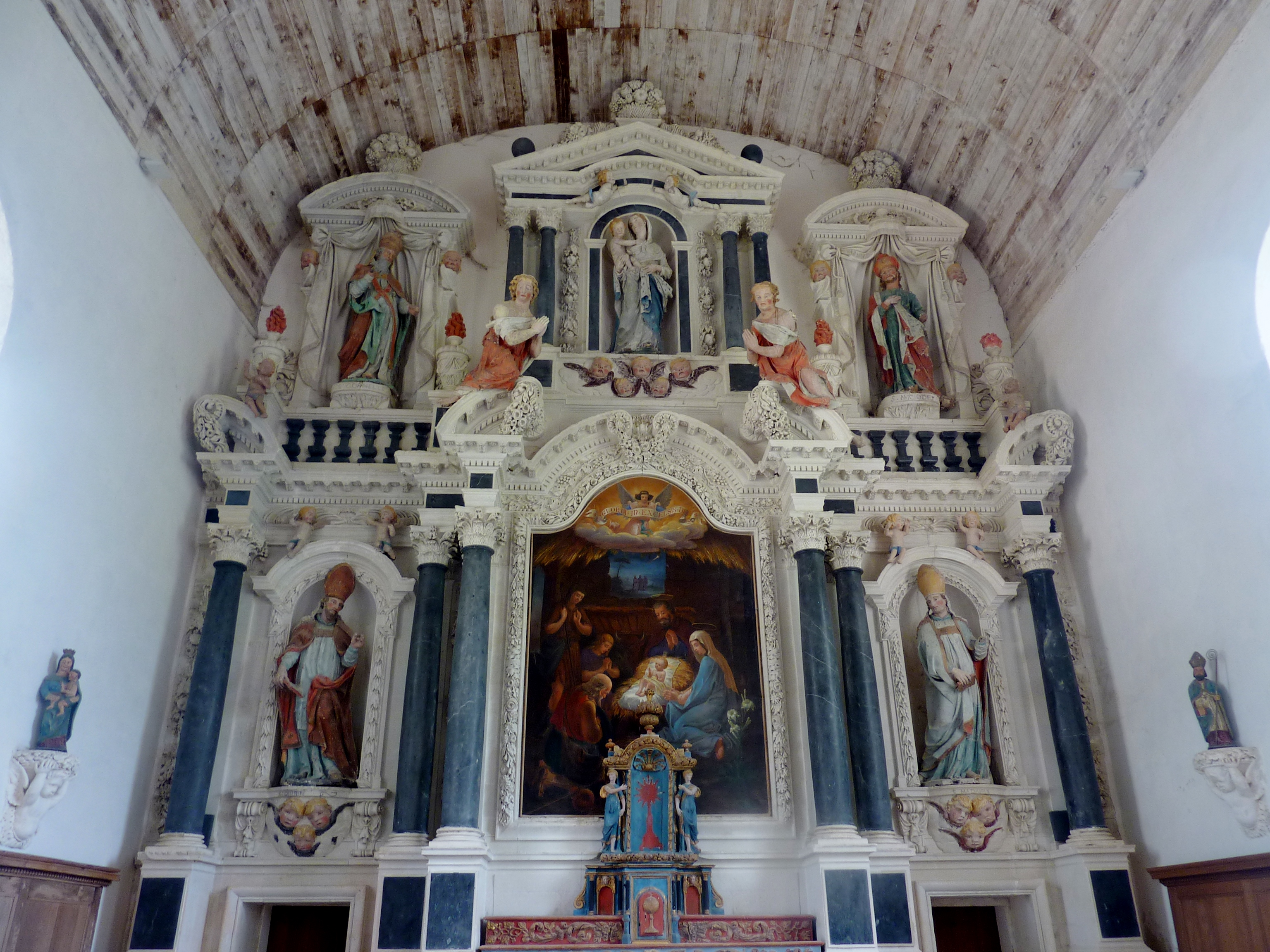
Chapelle Saint-Quirin : le retable.
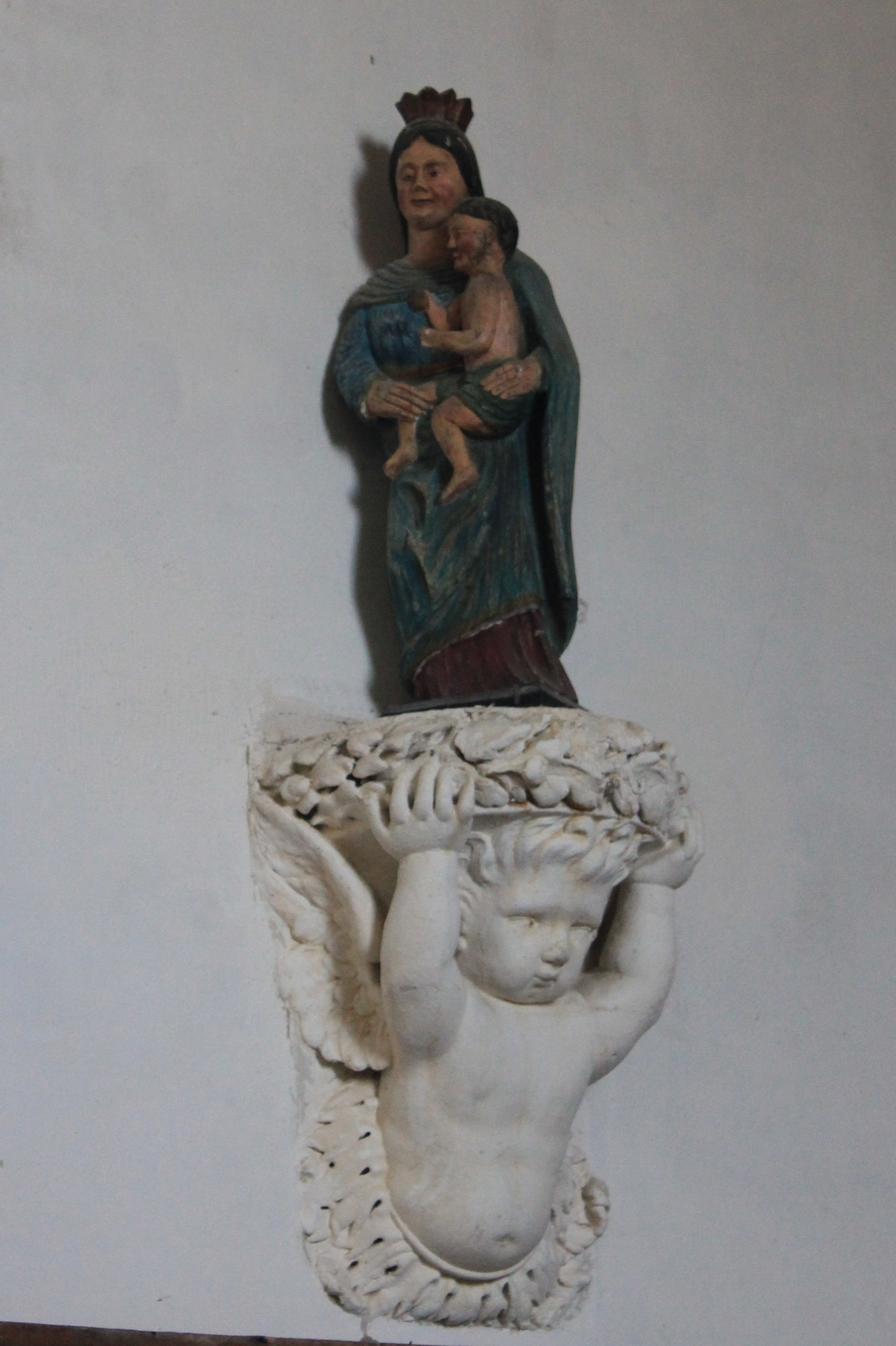
Chapelle Saint-Quirin : Vierge à l'enfant.
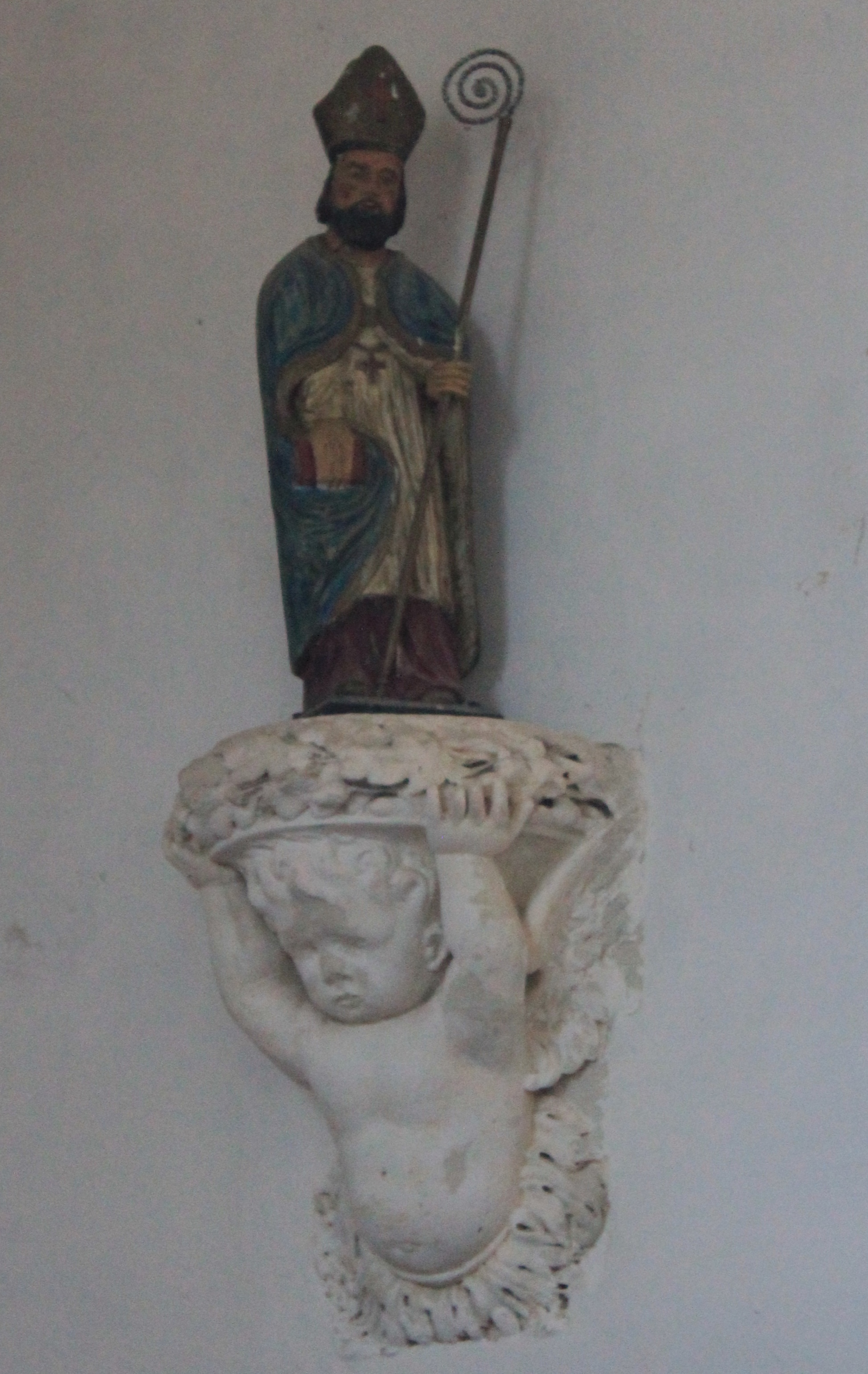
Chapelle Saint-Quirin : statue de saint Quirin.

- La chapelle Saint-Goal (Calan), construite au  XVIIIe siècle.
- La chapelle Notre-Dame-des-Fleurs (bourg de Brec'h). Cette chapelle du XVIIIe siècle, est un lieu de pèlerinage important au moment du pardon du Printemps. À l’intérieur de la chapelle, Notre-Dame-des-Fleurs est représentée au milieu du retable aux pilastres cannelés.
- La chapelle Saint-Jacques (bourg de Brec'h), construite en 1464. Elle se trouve sur le chemin du Tro Breiz et sur un chemin de Compostelle. Une fontaine de dévotion et un lavoir sont à proximité.

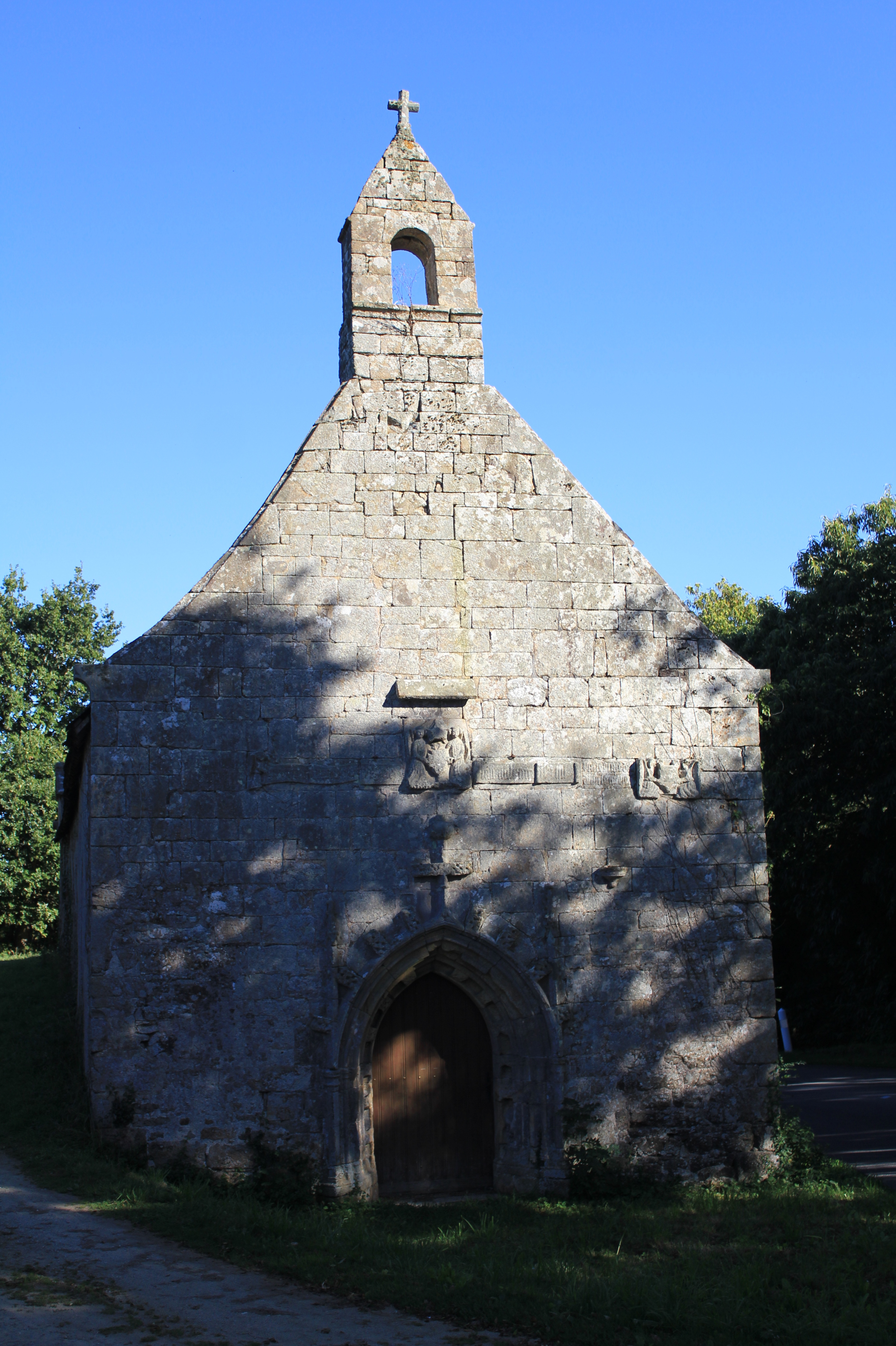
Chapelle Saint-Jacques de Brech : vue exrérieure d'ensemble.
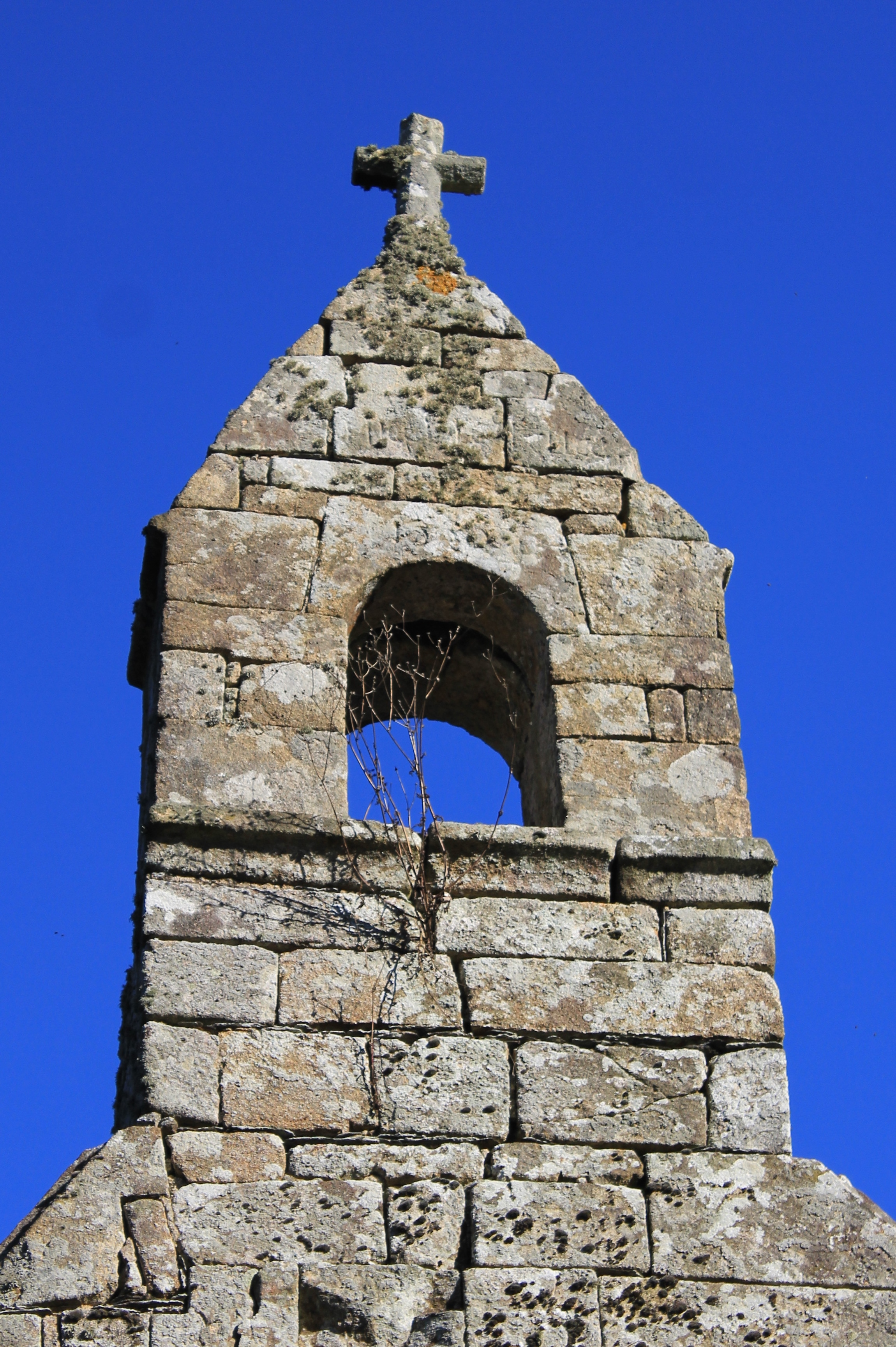
Chapelle Saint-Jacques de Brech : le clocher.

- La chapelle Notre-Dame-de-Grâce (Tréavrec) construite au XVIe siècle.

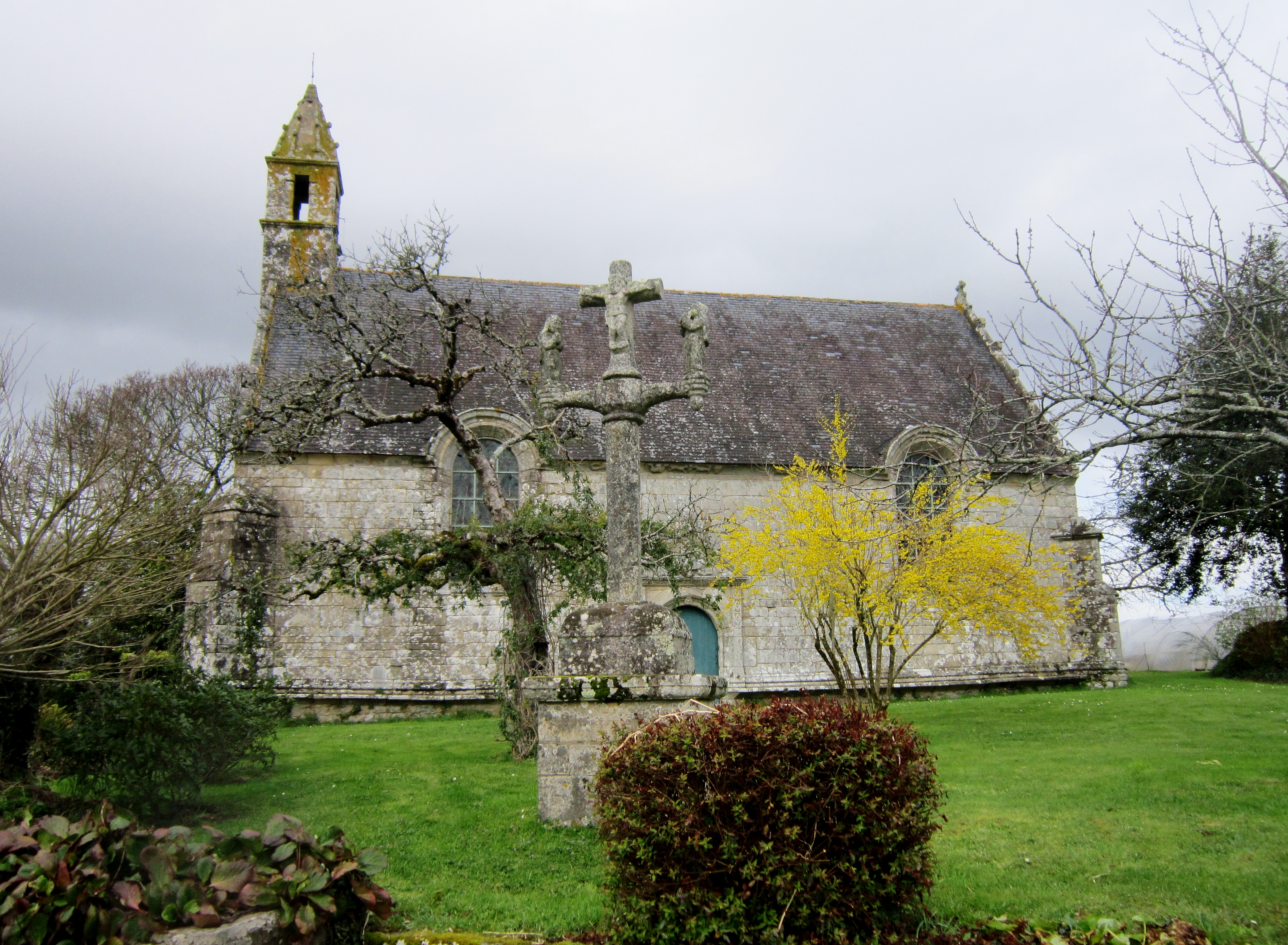
Chapelle Notre-Dame-de-Tréavrec et son calvaire, vue d'ensemble.
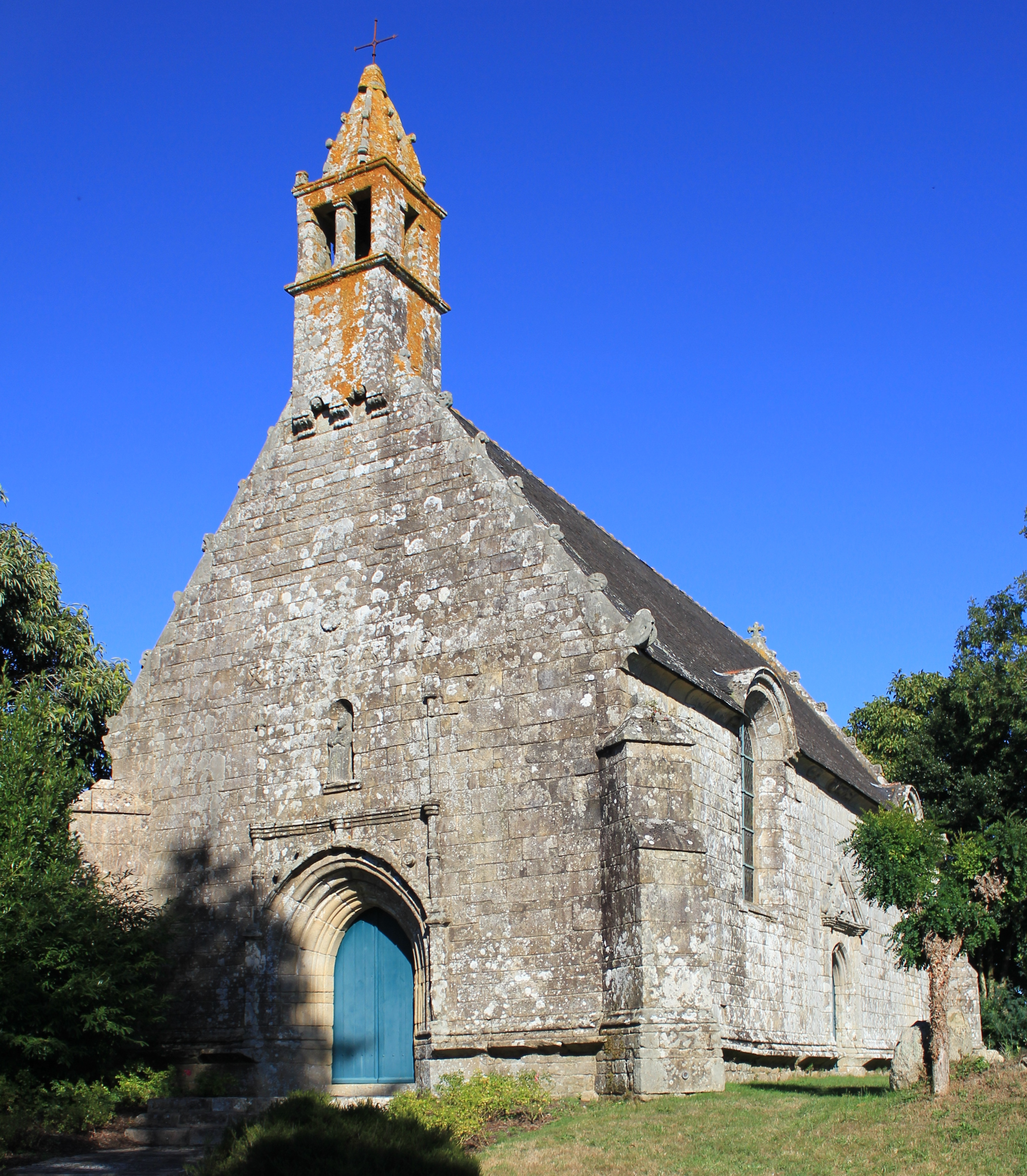
Chapelle Notre-Dame-de-Tréavrec : vue extérieure d'ensemble.
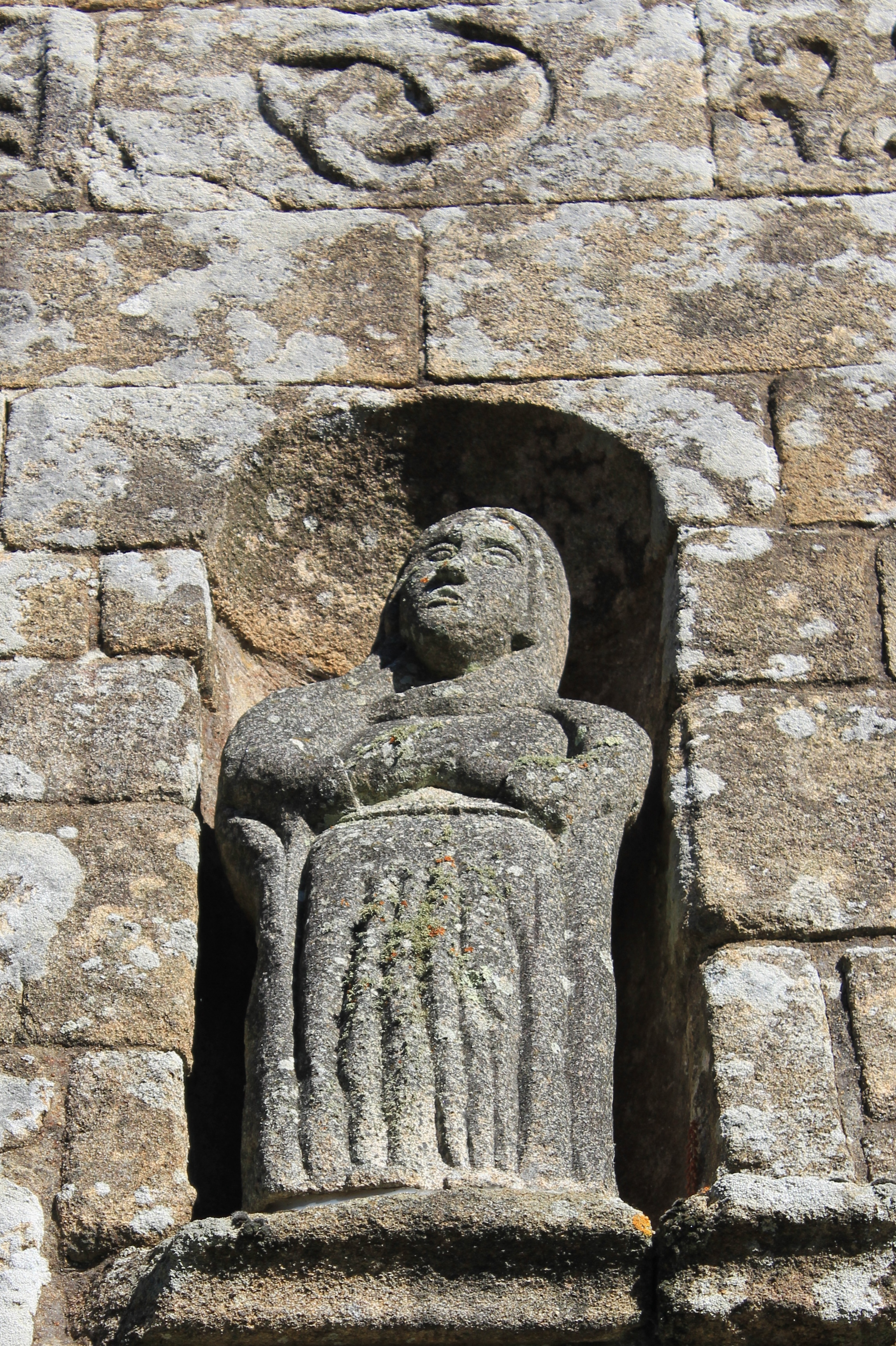
Chapelle Notre-Dame-de-Tréavrec : statue extérieure.

- La chapelle Notre-Dame-de-la-Route (Kervalh) construite en 1963 avec des pierres récupérées dans des chapelles ruinées (Saint-Paul, Saint-Pierre de Brégoharn et la chapelle de la Madeleine) ; de style moderne avec son architecture anguleuse caractéristique de l'après-guerre, elle est située dans le village de Mané-Salut.

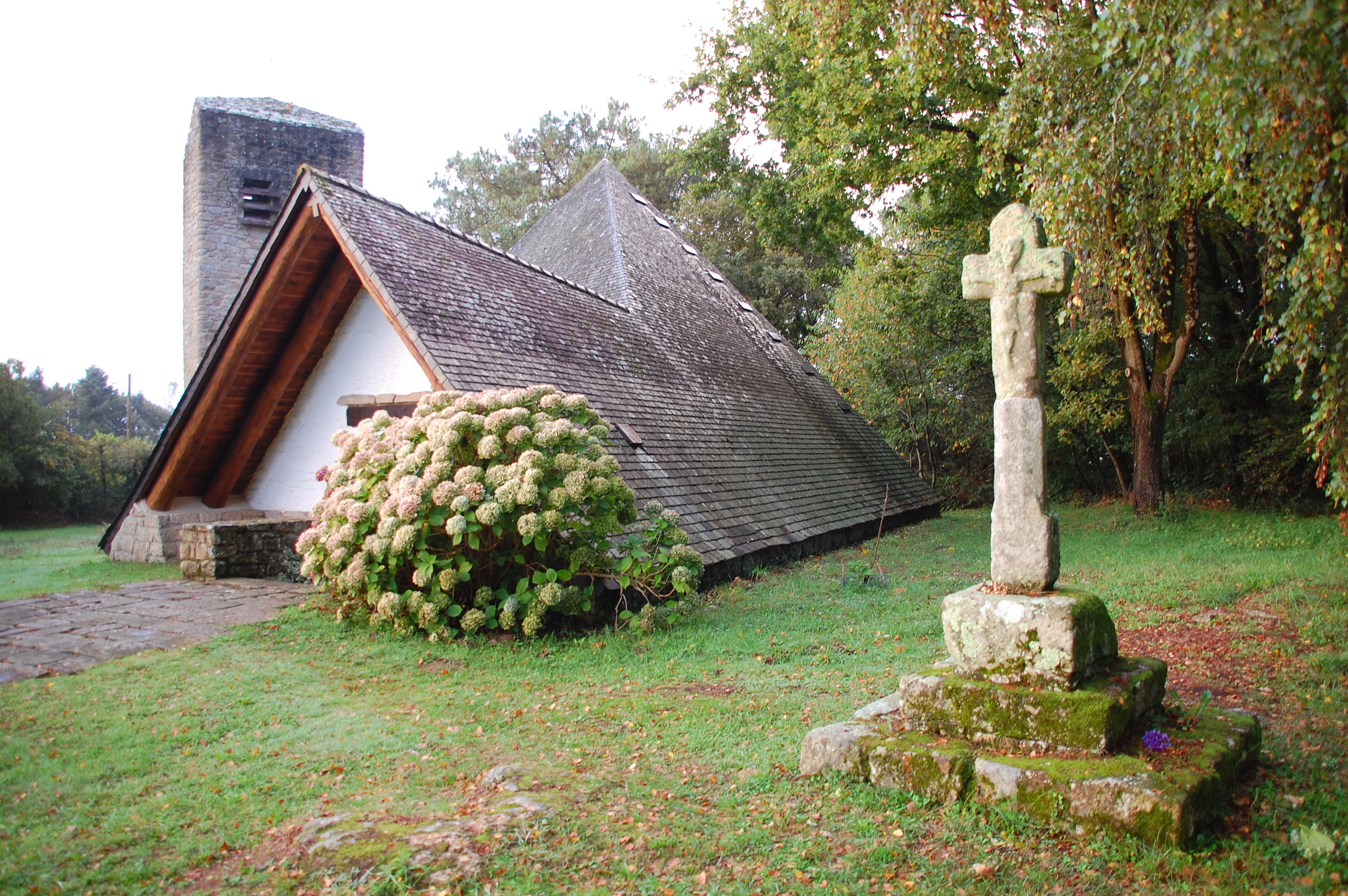
Chapelle Notre-Dame de la Route : vue extérieure d'ensemble.
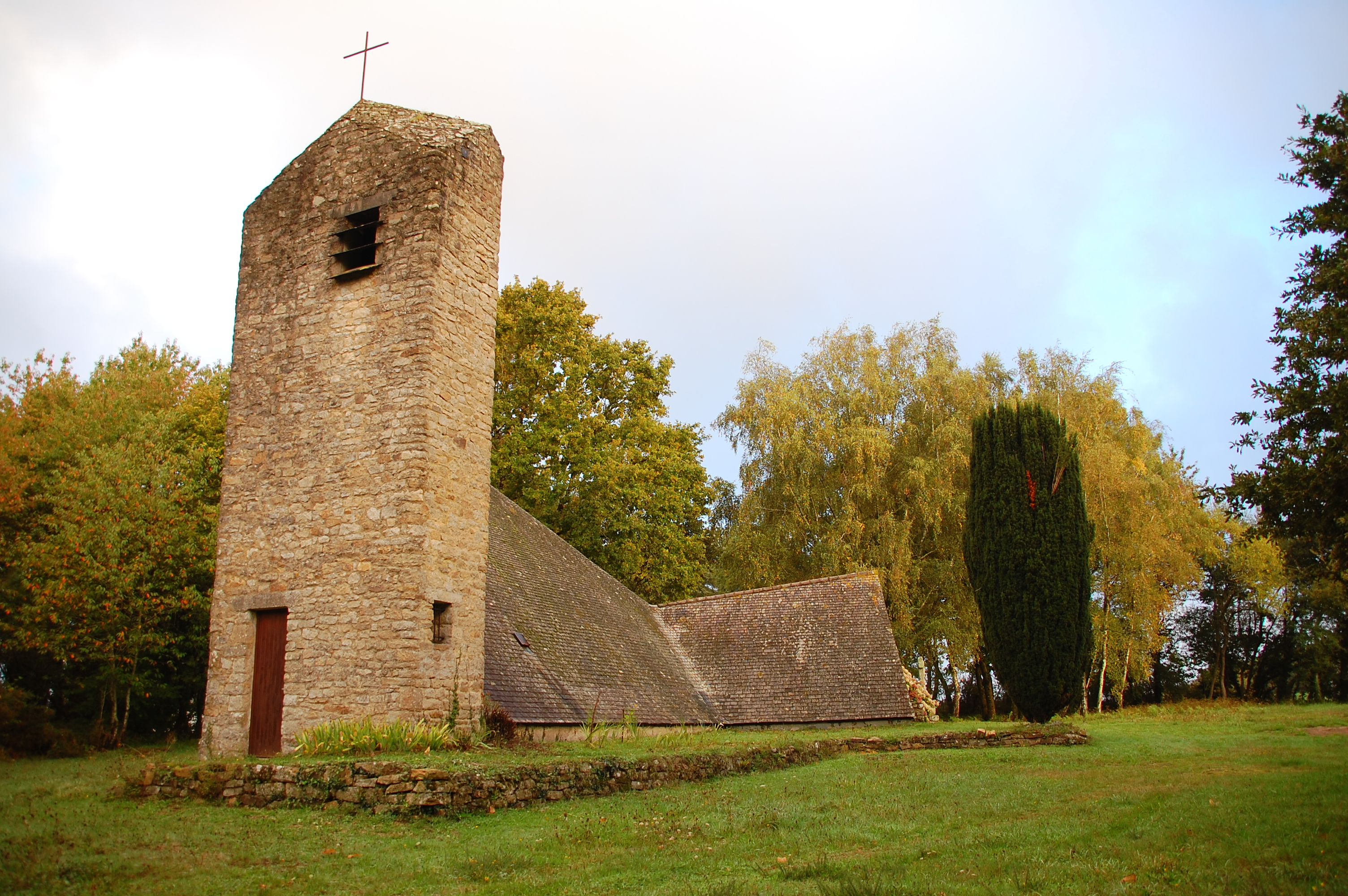
Chapelle Notre-Dame de la Route : vue extérieure d'ensemble.
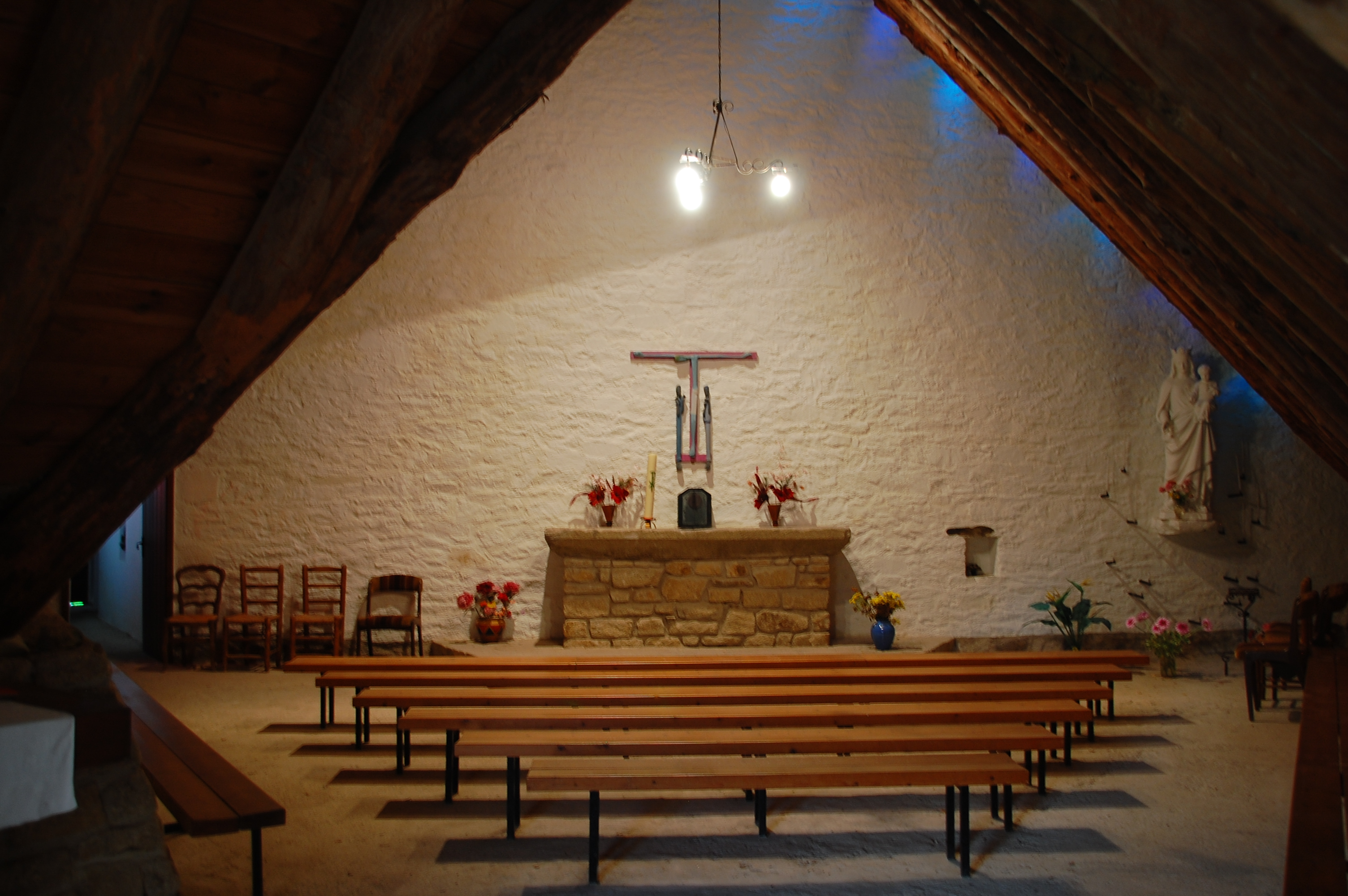
Chapelle Notre-Dame de la Route : vue intérieure d'ensemble.

#### Calvaires et croix
- Croix de cimetière de Brech  Inscrit MH (1934) ;

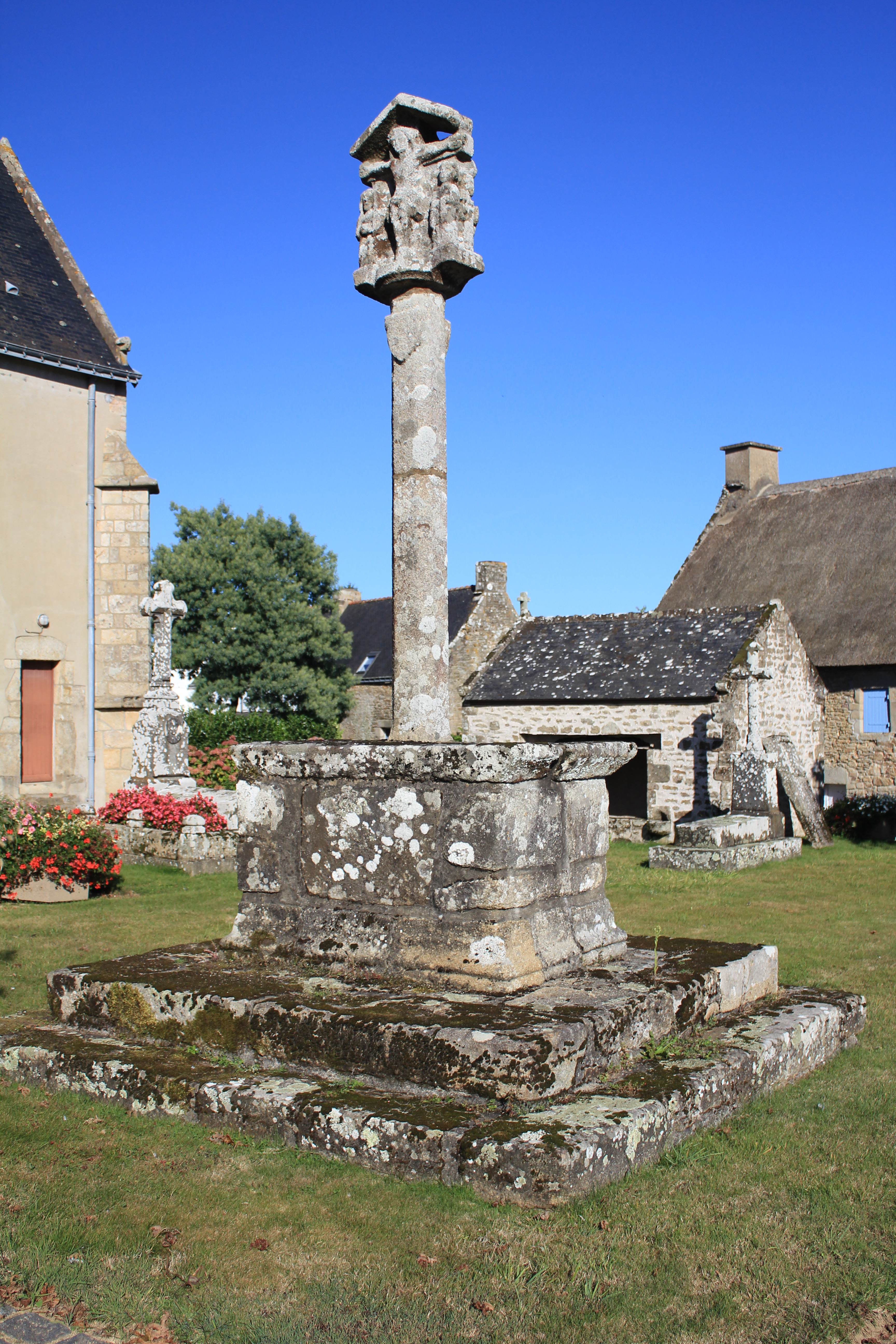
Croix de cimetière de Brech, vue générale.
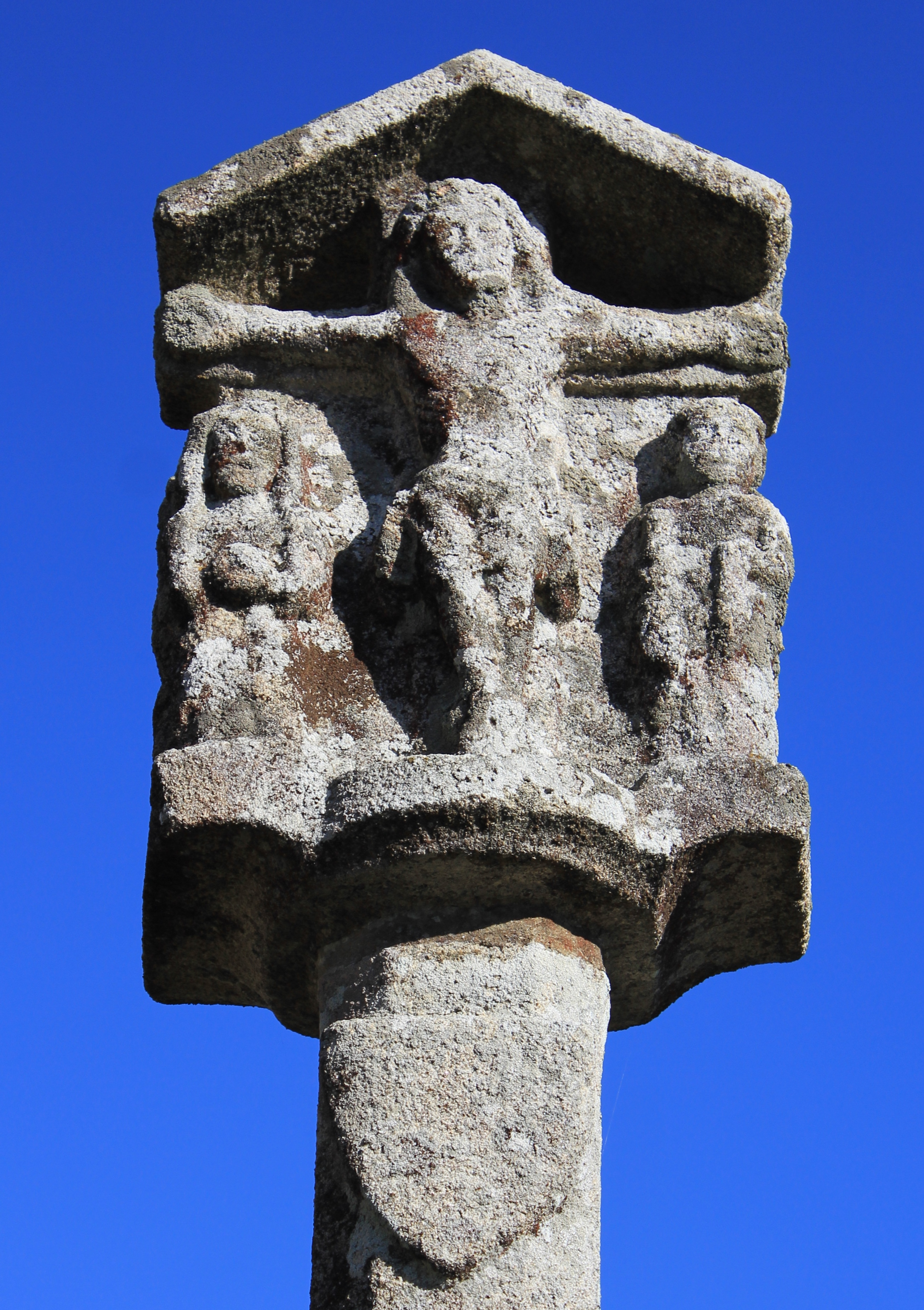
Croix de cimetière de Brech (partie sommitale) : Christ sur la croix, avec Vierge et saint Jean.
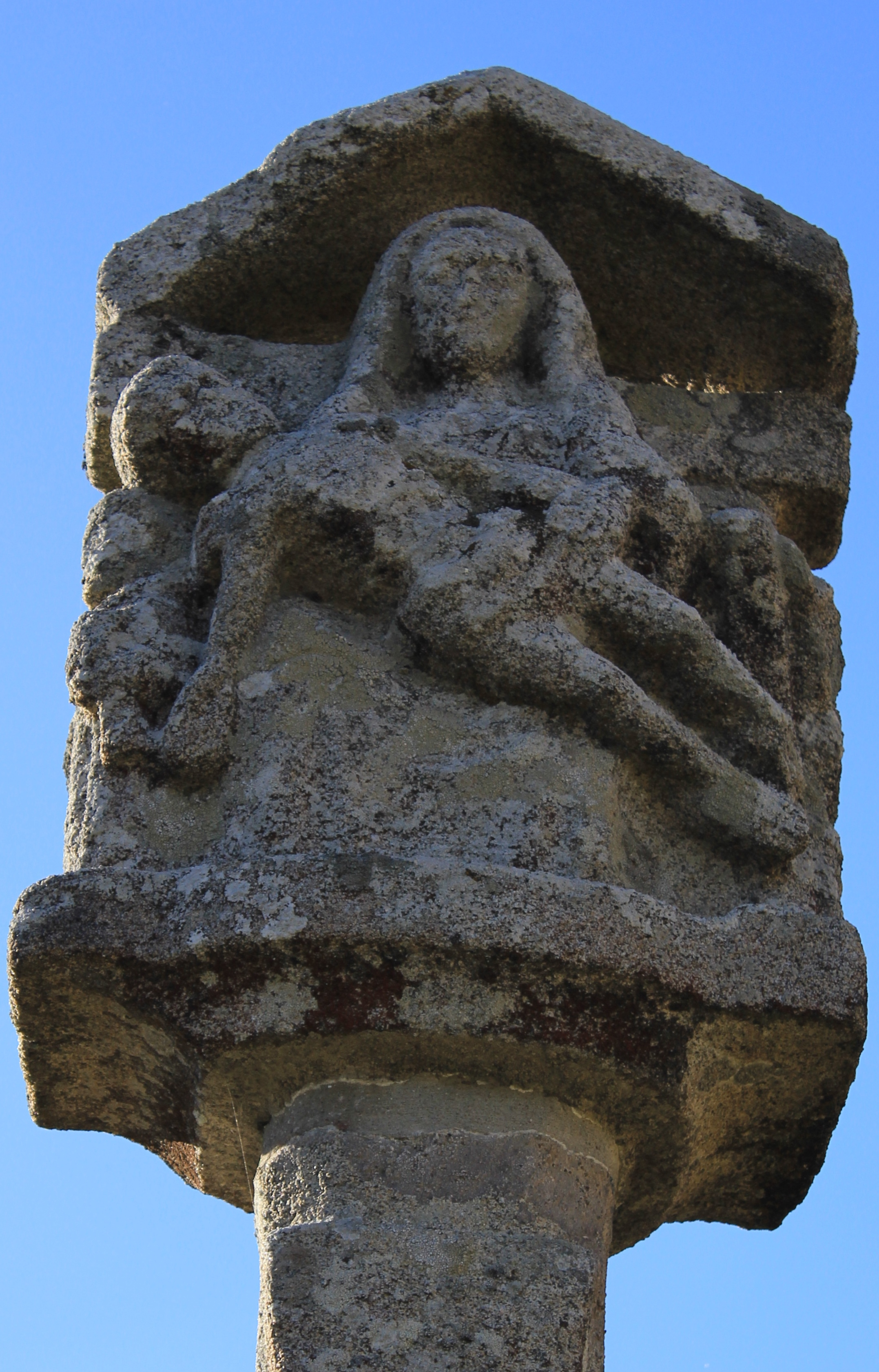
Croix de cimetière de Brech (partie sommitale) : piétà.

- Calvaire du bourg ;
- Calvaire de Toulbahadeu ;
- Calvaire de Tréavrec ;
- Croix de la rue du Champ-des-Martyrs ;

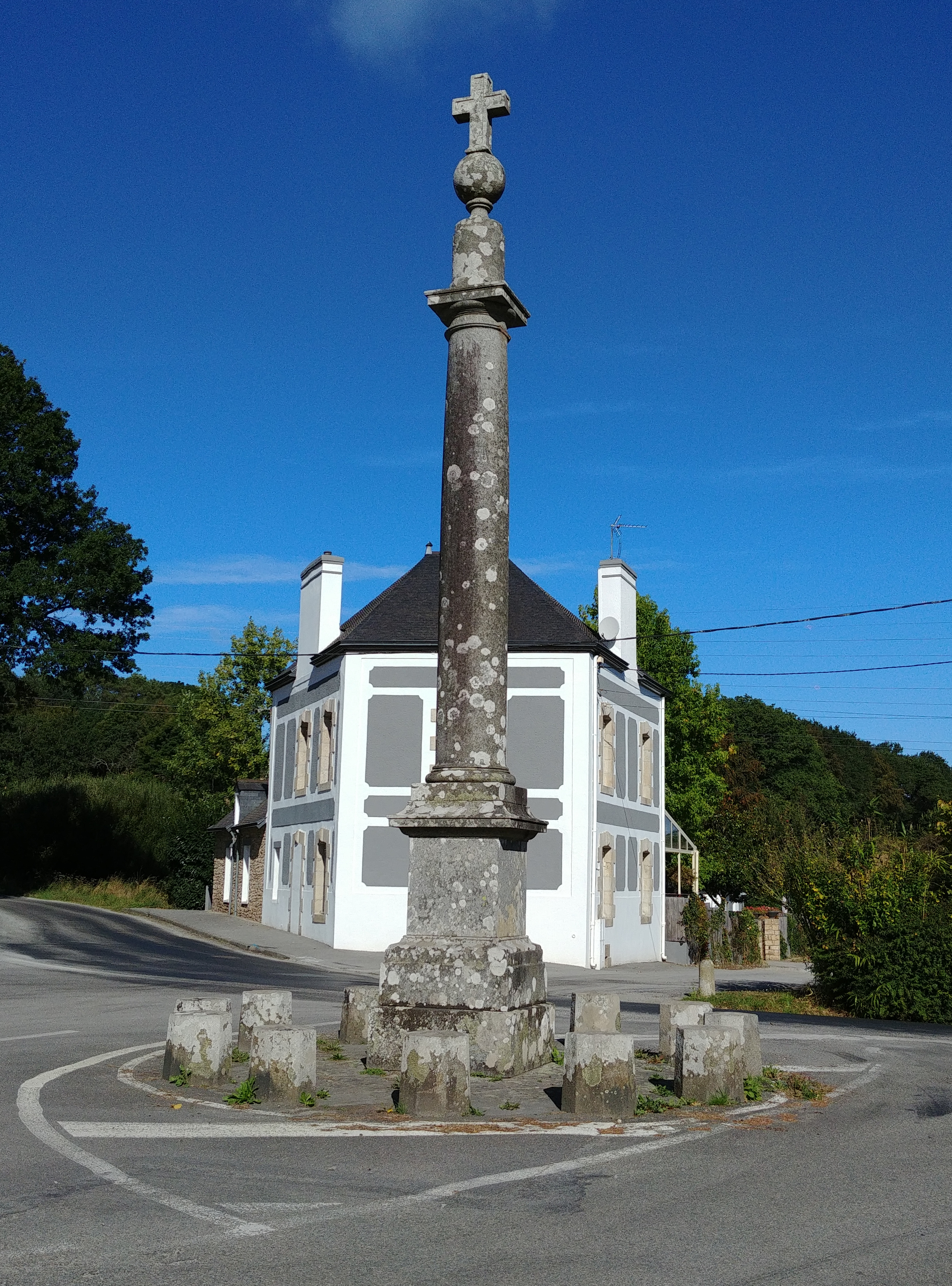
Croix de la rue du Champ-des-Martyrs.

### Monuments civils

#### Fontaines et puits
- Fontaine du Champ des Martyrs ;
- Fontaine de Saint-Guérin ;
- Puits de Saint-Dégan ;
- Puits de Saint-Guérin ;
- Fontaine de Saint Goal, à Calan ;
- Fontaine de Tréavrec'h ;

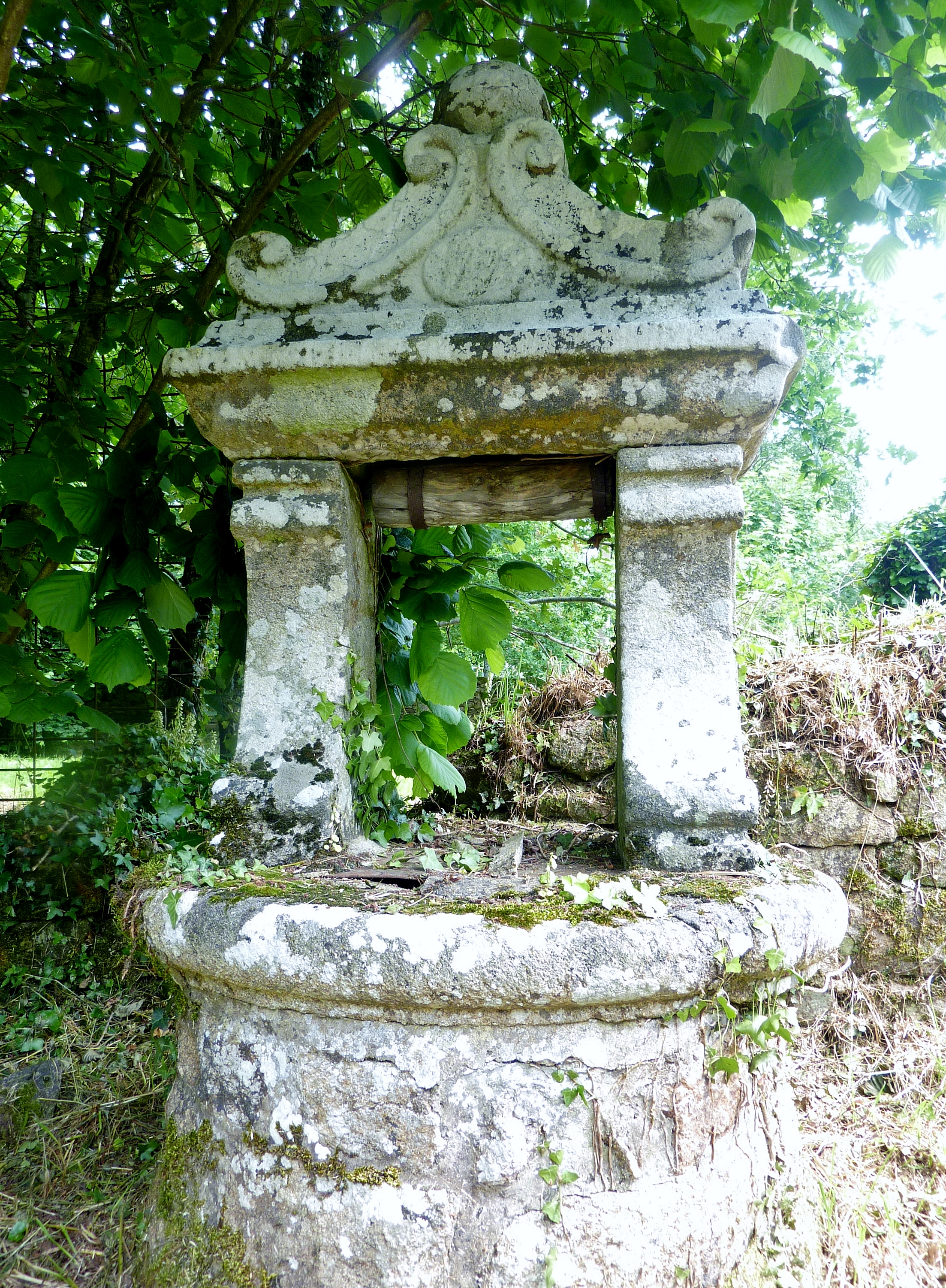
Brech : puits près du hameau de Saint-Guérin.

- Fontaine et lavoir de Saint Jacques ;
- Deux puits à Brézéhan.

#### Moulins
- Le moulin à eau d'Estaing datant du XVe siècle.
- Le moulin de Treuroux qui était utilisé pour le broyage des céréales destinées au bétail.
- Le moulin de Keryaquer, qui est aujourd'hui quasiment en ruine.

#### Maisons et manoirs
Brech, dans ses divers hameaux (notamment Saint-Dégan, Saint-Guérin) possède de nombreuses maisons rurales anciennes, notamment des chaumières. Des manoirs comme ceux de Kervivalan et la Villeneuve sont des sièges d'anciennes seigneuries. 

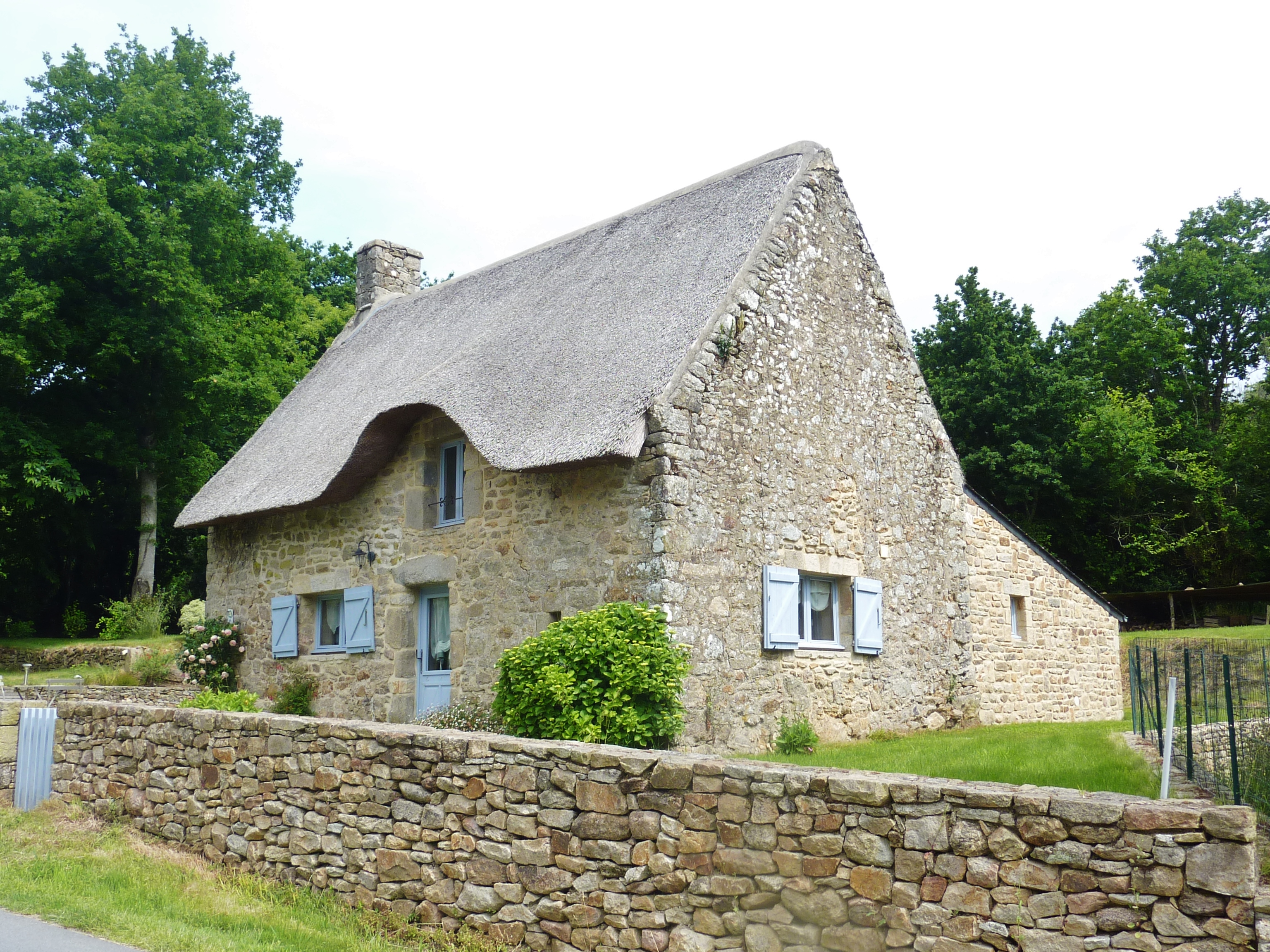
Chaumière près de Saint-Quirin (hameau de Saint-Guérin).

#### Archéologie
- Le pont romain, situé entre Kerglas et Kerberluet, construit à l'époque gallo-romaine.

### Écomusée
- L'Écomusée de Saint-Dégan[67], dit aussi « Écomusée du Pays d'Auray », retrace la vie rurale de la commune et de la vie en Bretagne autrefois. Situé au cœur du village de Saint-Dégan, l'écomusée se compose d'une chaumière du XVIIe siècle, d'une longère du XIXe siècle avec ses dépendances, d'un four à pain, etc.

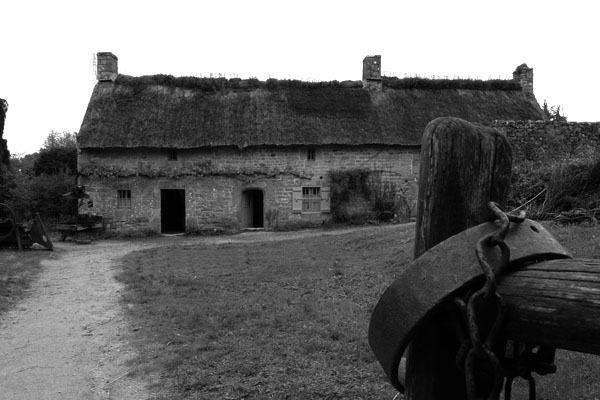
L'écomusée de Saint-Dégan.
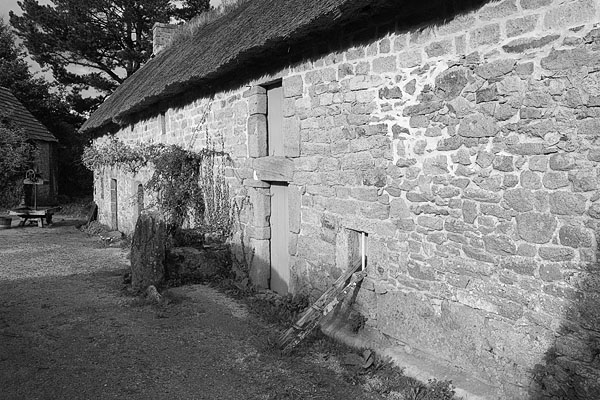
L'écomusée de Saint-Dégan.

Un verger conservatoire de 6 hectares, dominant la vallée du Loc'h, a été acquis en 1992 par le Conseil général du Morbihan. Un parcours pédagogique le long du Loc’h, « le circuit de l’eau », ainsi qu'un rucher pédagogique ont été aussi créés.

### Tourisme
- L’étang, et la vallée de Tréauray au creux de laquelle coule la rivière du Loc’h.
- Les moulins de Treuroux et d’Estaing qui longent la rivière du Loc’h.
- L'écomusée de Saint-Dégan composé de maisons rurales datant du XVIIe au XXe siècle.
- Le verger conservatoire de Saint-Dégan présentant plus de 200 variétés de pommes à cidre, et d’autres arbres fruitiers (poires, fruits à noyau).
- Le Champ des Martyrs où de nombreux chouans et émigrés qui avaient participé à l'expédition de Quiberon ont été fusillés en aout 1795 par les troupes républicaines du général Hoche, et enterrés. Leurs ossements se trouvent aujourd’hui dans le mausolée de La Chartreuse.
- La Chartreuse construite en 1382 en mémoire des combattants tombés pendant la guerre de Succession de Bretagne (1341-1364).

L’ordre des Chartreux fondé par saint Bruno s’y installe en 1482 et est chassé en 1791.
- La chapelle Saint-Quirin du XVIIe siècle, son retable classique attribué aux maîtres lavallois, sa fontaine miraculeuse et son pardon le 4e dimanche de juillet.
- L’église Saint-André qui a conservé des chapiteaux sculptés du XIIe siècle, de style roman.
- Les randonnées : le circuit de Saint-Dégan (7,5 km) et le chemin des demoiselles bleues (4,7 km), présents dans le « Carnet de balades au cœur du pays d’Auray » en vente dans les offices de tourisme.

Il n'est pas possible de faire le tour du Loc'h, une partie des berges étant propriété privée du « Domaine de Mane Er Hoët ».
- Le Domaine de Mane er Hoët est très anciennement occupé ; des vestiges gallo-romains furent trouvés et sont actuellement exposés au musée de Vannes. Il existe aussi au sein de cette propriété un des derniers chemins creux du Morbihan dont on suppose qu'il suit le tracé d'une des anciennes voies romaines. Le parc possède une grande variété d'essences typiques de la région. Il est quadrillé par de nombreux murs balisant les anciennes parcelles dont certains remontent à 500 ans. Le Domaine de Mané er Hoët n'est pas ouvert au public.
- Brec'h propose une aire de camping-cars à l'entrée du bourg en venant de Corn Er Hoët. On y trouve un point d'eau et un petit panorama sur l'étang du Pont Douar.
- On trouve au bourg de Brec'h quelques lieux publics : une boulangerie qui est présente à Brec'h depuis 105 ans (où les générations d'une famille de boulangers se succèdent), deux bars, le Moana et le bar breton, la médiathèque, ainsi qu'un cabinet de kinésithérapie.
- Une aire de pique-nique est située à Kérivallan, sur la D 768 qui relie Auray et Pluvigner.

### Personnalités liées à la commune
- Georges Cadoudal (1771-1804), figure de la chouannerie en Bretagne. Il naquit et vécut au manoir de Kerléano (à l'époque, hameau de la commune de Brech ; désormais dans celle d'Auray).
- Mike Birch (1931-2022), navigateur canadien, a vécu dans le village et s'y est éteint.

### Héraldique
Si la commune de Brec'h ne possède pas d'armoiries en propre, l'armorial de Bretagne mentionne un seigneur de Brec'h portant les suivantes :
« Ecartelé de d'or et de gueules, à la bordure engrélée, de l'un en l'autre »
| Blason de Brec'h | Blason  | Écartelé d' or et de gueules, à la bordure engrêlée de l'un en l'autre. |
| Blason de Brec'h | Détails | Le statut officiel du blason reste à déterminer.                        |